# 結核の管理

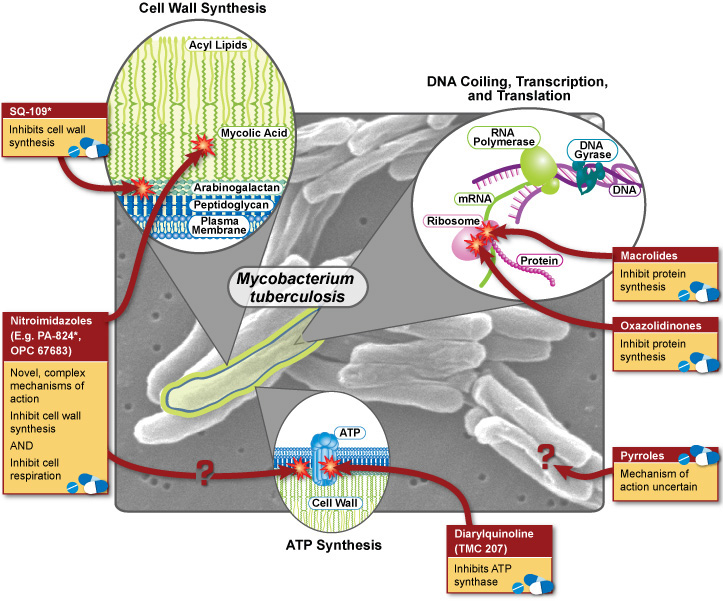
結核管理における多数の調剤とその効果

結核の管理(けっかくのかんり　英：tuberculosis management)は結核(TB)に感染した患者の具体的な治療方法とその処方箋を、結核を管理するという考え方に基づいて、その標準的な治療方法と処置についてになる。
結核の短期処方標準コースは、イソニアジド（イソニアジドによる神経障害を予防する為にピリドキサールリン酸と共に）、リファンピシン（アメリカではリファンピンとして知られている）、ピラジナミド、エタンブトールを2ヶ月。その時、イソニアジドとリファンピンをさらに4ヶ月。結核患者の方は生きた細菌が自然発生するであろう6ヶ月後を計画して服薬する必要がある。潜在結核の可能性もあるため、治療は6-9ヶ月間毎日行い、イソニアジド単体、もしくは3ヶ月間毎週（全体で12ドーズ）イソニアジド/リファンピシンの組み合わせを処方することが標準的である。もし微生物が感受性菌になった場合、イソニアジド、リファンピシン、ピラジナミドを共に2ヶ月処置する。イソニアジドとリファンピシンを4ヵ月処置した時にはエタンブトールは使う必要はない。

## 薬
| 第一選択結核薬     |       |       |
| 薬                 | 3文字 | 1文字 |
| エタンブトール     | EMB   | E     |
| イソニアジド       | INH   | H     |
| ピラジナミド       | PZA   | Z     |
| リファンピシン     | RMP   | R     |
| ストレプトマイシン | STM   | S     |
| 第二選択結核薬     |       |       |
| シプロフロキサシン | CIP   | (無)  |
| モキシフロキサシン | MXF   | (無)  |
| 4-アミノサリチル酸 | PAS   | P     |

### 第一選択薬
全ての第一選択抗結核薬の名前は、短縮された3文字と1つの文字で表せる。
- エタンブトールはEMBもしくはE,
- イソニアジドはINHもしくはH,
- ピラジナミドはPZAもしくはZ,
- リファンピシンはRMPもしくはR,
- ストレプトマイシンはSMもしくはS.

第一選択抗結核薬の名前は、”RIPE”と覚えられている。リファンシン（リファンピシン）、イソニアジド、ピラジナミド、エタンブトールの略である。アメリカでは略語とされているが、リファンピシンは通常リファンピン（RIF）であり、ストレプトマイシンはSTMと略される。アメリカのみ、ストレプトマイシンはもはや第一選択薬としてみなされていない。しかし、WHOはストレプトマイシンに関しては、第一選択薬として推奨しており、薬能養成法では規範で類似された略であり、薬名は一文字で表示される（医療慣習上では粗野ではある）。下付き文字（後部に数字があるものは）で表わされているのは処方薬（第一選択薬）の継続的な量であり（3は「一週間に3回」を意味する）、下付き文字がないものは毎日の量である。ほとんどの養成法は“高強度期”と呼ばれる、その次に来るものは“強化期”もしくは、“根絶期”と呼ばれる。“継続期”と呼ばれる期間は高強度期の初期にあたり、下付き文字のスラッシュで分けられる時に継続期に切り替えとなる。2HREZ/4HR3はイソニアジド、リファンピシン、エタンブトール、ピラジナミドを2ヶ月間毎日、イソニアジドとリファンピシンを4ヵ月間、一週間に3回服用する。これらの標準略はこの記事の後の文章にも当てはまるものとする。

### 第二選択薬
第二選択抗結核薬（WHOグループ2.3.4）は、第一選択薬に耐性があり、病気の処置のためのみに使われる。（すなわち、広範囲薬剤耐性結核(en)・・（XDR-TB）、もしくは多剤耐性肺結核（MDR-TB））。薬は第一選択薬の代わりに第二選択薬として分類される。理由は3つあり、第一選択薬よりの効果が薄かったり、（例えば、アミノサリチル酸）薬自体に有毒な側面があったり（例えば、サイクロセリン）、効果的であったとしても発展途上国のために利用できないためである（例えば、フルオロキノロン）。
- アミノグリコシド系抗生物質 (WHOグループ2)例えばアミカシン(en) (AMK),カナミシン(en) (KM)
- ポリペプチド(en) (WHOグループ2)例えば カプレオマイシン,ビオマイシン(en), エンビオマイシン(en)
- フルオロキノロン (WHOグループ3)例えば シプロフロキサシン (CIP), レボフロキサシン, モキシフロキサシン (MXF)
- チオアミド (WHOグループ4)例えば エチオナミド,プロチオナミド(en)
- サイクロセリン (WHOグループ4)
- テリジドン(en) (WHOグループ5)

### 第三選択薬
第三選択結核薬（WHOグループ5）は、結核薬としては使いやすいが、効能の確信がなく証明されていない薬。
- リファブチン
- マクロライド系抗生物質例えば クラリスロマイシン (CLR)
- リネゾリド (LZD)
- チオアセタゾン(en) (T)
- チオリダジン(en)
- アルギニン
- ビタミンD
- ベダクイリン(en).

これらの薬が第三選択薬として候補に挙がるのは意味がある。すなわちこれらはとても効果がなく（クラリスロマイシン等）、効能が証明されていない（リネゾリド、R207910等）。リファブチンは効果的だが発展途上国では実現不可能な位に高価であるため、WHOリストには含まれていない。

## 標準的養成法

### 正当性と標準的養成法の証拠
肺結核の処置については、病態生理学を参照
結核は15年以上に渡る組み合わせ療法と共に処置を施す。薬は単体、もしくは化学的予防法では使用しない（潜伏結核(en)を除く）
。養成法は単体で薬を使用すると薬への耐性が早急に表れ、処置に失敗する。
結核の処置における複合薬剤を使う理論的な根拠は、基本的に蓋然性のあるシンプルなものだ。一般的に結核薬は抗菌を注入することにより、抗菌が細胞分裂を繰り返す事により結核菌を弱める。抗菌の突然変異の割合は、個別の薬によって耐性が異なる。エタンブトールは107ごとに細胞分裂し、ストレプトマイシンとイソニアジドは108毎、リファンピシンにおいては1010毎に細胞分裂をする。患者の肺の広範囲に渡り約1012のバクテリアがおり、それがゆえに潜伏場所にはおそらく105のEMB耐性バクテリア、104のSTM耐性バクテリア、104のINH耐性バクテリア、102RMP耐性バクテリアがいる。耐性の突然変異は自然発生的に訪れる。そして自立的にバクテリアが潜伏する場所のINHとRMPの両方を計算すると,108 × 1010 = 1018となり、4つの薬全てのバクテリアが自然発生する潜伏場所を計算すると、1033となる。もちろんこれは過度の単純化である、しかし、組み合わせ療法の説明をする限りでは非常に使いやすい説明になる。組み合わせ療法をサポートする他の理論的な理由もある。薬ごとに薬の数だけ養成法が存在する。INHは複製バクテリアに対して、EMBは静菌的な低量を、しかし、重症な患者には殺菌量に比重を多くするように施す。RMPは殺菌量、殺菌効果がある。PZAは弱い殺菌のみ、しかし、強い酸の環境化（マクロファージの中、急性炎症のエリア）におけるバクテリアに対してはとても効果的だ。使用される結核養成法の全てに、18か月もしくはリファンピシンの効果が表れてくるまでの長い間かかることもあり、1953年のイギリスの標準養成法は3SPH/15PHか3SPH/15SH2となっている。
1965年と1970年の間、EMBはPASに取って代わり、RMPが使用された当初の1968年とBTS（英胸部ソサエティー　英：British Thoracic Society）では1970年代では2HRE/7HRが処方箋としては有効とされていた。
1984年のBTSでは2HRZ/4HRが有効と表記されており、2年後の再発率は3％以下となっている。
1995年、INH耐性菌は増加すると認識された経緯もあり、BTSはEMBもしくはSTMを推奨する標準的養成法：2HREZ/4HRもしくは、2SHRZ/4HRとなった。
この養成法は現在でも有効である。WHOはHRを6ヶ月間継続する事を推奨しており、もし患者は2ヶ月間の処置後にいまだ良性を保てる場合（約15％の患者が過敏な結核患者）、これらの患者は肺に広範囲で両側性の空洞化があると診断される。

### 生理的な特徴を観察する, DOTSとDOTSプラス
DOTS“直接監視下短期化学療法”は、世界的な結核ストップ運動を展開しているWHOの中で主要要綱である。DOTS戦略は5つの主要項目に焦点を絞った戦略を取る、政府のコミットメント（取り組み）の中にも結核コントロールがあり、患者を使った喀痰塗抹顕微鏡(Ziehl-Neelsen法)による検査による診断では、直接監視下短期化学療法の結核症状による調査で、標準的調査と処方結果そして、調査の結果明確にされた薬が記録されている。
WHOは全ての結核患者は少なくとも最初の2ヶ月間でこの療法を観察（全体を観察することが好ましいが）した方が良いと勧告している。これが意味するところは、患者を独立して観察する事で、患者自身の結核療法（民間療法、尊厳死も含む）を否定する事を減少させる事になるだろう。この独立した観察は、ヘルスケアワーカーではなくなり、小売り商人になるかもしれないし、もしくは社会の中において年長の人物がなるべきだろう。DOTSは薬の使用期間が長くなるため、時々途切れる時に利用される（2HREZ/4HR3）。週2回の投与は効果的である。
しかし、世界保健機構は薬を飲まなくなる余地があるためにDOTSを推奨をしていない（偶然、週1回の服薬を忘れたとしたら、それは効果がない）。DOTSによって適切な処置をすれば95％を超える確率で結核の管理は成功し、さらなる多剤耐性や複合耐性による緊急的な重い負担を防ぐことができる。DOTSを管理すること、それは体の循環から結核の進行を減少することであり、処方失敗を防ぐ結果となる。これはDOTS戦略の無い地域では一般的に、低基準の結核ケアが現実となる。DOTSで管理する地域は、DOTSの無い地域より患者が少ない事由から、他の処置を促し、DOTSで管理する地域の患者は未知の処方による未知の結果を教授する現実もある  。しかしながら、もしDOTSプログラムが実施されない場合には、不正確ではあるものの、陽性な結果がでなければ処置としては好ましくない結果になるのは当然だろう。DOTSプログラムのための効果的で正確な健康提供者が完全に従事し、関係者は公共的な施設と個人的な開業医との間に立ち、健康サービスは全てに利用可能でなければならず、世界的なサポートは結核予防とその処置を引き金にして各国に供給する事が可能になるだろう。
何人もの調査員が、アフリカのサハラ以南の地域でのDOTSフレームワーク（枠組み）を行う事で結核の処置を成功できると示した事例がある。
非感染症疾患（Non-Communicable Disease）つまり、生活習慣病（糖尿病、高血圧、てんかん）でのDOTSを拡大すべきである。
WHOは1998年にDOTSプログラムをMDR-TB(多剤耐性肺結核)の処置を含んだ（"DOTSプラス"と呼ばれる）ものに拡張させた。
DOTSプラスの実施は薬剤感受性試験を受け入れる必要があり（発展途上国の中でさえ日常的にはならない）、第二選択薬の代替も可能であり、加えてDOTS全てを要件を満たす必要がある。それ故、DOTSプラスはDOTSに比べて高価な資源がより多く、各国での実施から公約が必要となってくる。細菌を制限する事は、DOTSプラスの実施による細菌の流用、それとDOTSプログラムの存在、標準的な治療の総体の中で当然の帰結により、不注意にもその意味を導くだろう。
結核の処置を毎月監視することは、細菌培養を拒否する事と変わらない。DOTSプラスは推奨するがDOTSではない。もし細菌の培養が陽性もしくはその兆候において3ヶ月後の処置まで解決できずに、薬剤耐性疾患もしくは、ノンアドヒアランス、つまり、病気に対する治療方法について、患者が十分に理解し、服用方法や薬の種類に十分に納得した上で実施、継続しない場合があった時、薬剤投与を再評価する必要性がある。細菌の培養は3ヶ月の治療にも関わらず、もし拒否する事が変らない場合、一部の医者は、密接に治療を監視するように患者を病院に入院させることを考える可能性がある。

### 肺外結核
結核で肺を傷めない、“肺外結核”がある。中枢神経系の病気はこの肺外結核から明らかに除かれる。イギリスとWHOは2HREZ/4HRを推奨しており、アメリカは2HREZ/7HRを推奨している。結核性リンパ節炎と脊椎の結核
からの無作為化比較試験から証明された良い証拠があり、6ヶ月の養成法は9ヶ月の養成法と同価値である。そのため、アメリカの推奨ではこの証拠を後押しはしていない。リンパ節の結核（結核リンパ節炎）の患者25％以上は、最初の何か月間かにこの症状がおこり、症状が良好になる前に一度は悪化する。処方を始めた後の2.3週間、リンパ節はしばしば肥大化し、以前の厚いリンパ節は結核性頸部リンパ節炎(en)を展開する。この症状は治療の失敗と判断はされないが、患者（と医者達）が不必要に混乱する事が共にある。2-3ヶ月のリンパ節の処方を患者に開始すると、リンパ節は収縮し呼吸する、再度、生体から細胞・組織を外科的に切り取ったり針を刺して取ったりして調べ、病気の診断を行う生検をする事は不必要であり、もし繰り返し微生物学の治験を依頼した場合、彼らはバクテリアの存在と、そのバクテリアの動きが同じパターンな事だと判り、結核リンパ節炎だと判断するだろう。困惑はさらに続き、医師達は結核の処方に不慣れな場合は、第二選択薬の処方が効果が表れないと信じてしまうだろう。これらの状況の中、医師達や患者全てに安心させる必要がある。ステロイドを使うことにより腫物を和らげる（特にその痛み）。加えて細菌がその他の菌を抑える（抗生）は不必要であり、養成法の処方は長引かせる必要は無い。

### 中枢神経系の結核
結核が中枢神経系（髄膜、脳もしくは脊髄）に痛みをともなうケースを、結核性髄膜炎と呼ぶ。結核性脳炎と結核性脊髄炎おのおの、標準的な処方は2HREZ/10HRを12か月とステロイドは必須となる。診断は脳脊髄液（CSF）を検査する事は困難で、検査をしなくとも半分よりも少ないケースが陽性であり、大部分の診断は臨床下で基本的には疑われている状況が続く。脳脊髄液のポリメラーゼ連鎖反応（PCR）は微生物学において菌の培養等を改善する重要性は無く、ポリメラーゼ連鎖反応による、DNA断片の増幅は最も繊細な方法で最小は5ml（なるべくなら20ml）の脳脊髄液を分析のためにすべきである。結核性脳炎（もしくは脳の結核）は脳の生検が診断のためには必要。理由は脳脊髄液は中枢神経系の結核には共通するため、臨床試験士達は議論として、中枢神経系については抗結核療法の治験の時、潜在的に結核菌が中枢神経系に到達するような危険な手順を踏むということを同じく答えている。おそらく、ただ脳の生検を行う根拠（正当化）は曖昧で、薬剤耐性を検査する為の生検は疑われている事の方が多い。治療の存続を短くする事は可能であるし（例えば6ヶ月）、結核性脳炎の処方には十分であるが、中央神経検の治験ではこの問題が取り組まれていないのが現状ではある。結核性脳炎を患った患者達の脳脊髄液（CSF）は共通して12か月の存続治療期間でさえ異常値をとる。
 the rate of resolution of the abnormality bears no correlation with clinical progress or outcome,
患者達の脳脊髄液は処方の延長線の結果と、治療の繰り返しの結果を示しておらず、腰椎クモ膜下腔よりスパイナル針で穿刺し、髄液の一部を採取することで、髄液の測定および診断を行う検査である腰椎穿刺（ようついせんし）によって脳脊髄液を繰り返して見本抽出をし、処方の進捗を監視した結果、脳脊髄液の見本抽出を繰り返しすべきではなかった事が判明しています。結核性脳炎と結核性脊髄炎にも関わらず、両者を混同して分類してしまったため、多くの臨床試験士達の経験では、脳炎と脊髄炎の処置反応、臨床の前進は同じではなかった。結核性脳炎は通常、標準的な処方にも良好な反応を示すが、結核性脊髄炎は長期処置（2年以上の）とステロイド（6ヶ月以上）の長期処置もしばしば必要となる。結核性脳炎も結核性脊髄炎も、しばしばコンピュータ断層撮影もしくは核磁気共鳴画像法で脳を監視する必要があった。中枢神経系の結核は血液由来の広がりを見せる臨床結果のため、それ故、専門家は粟粒結核(en)の患者の脳脊髄液と主張する事もある。

抗結核薬は中枢神経系の結核の処方には使いやすい。
- INH (脳脊髄液の浸透(en) 100%)
- RMP (10–20%)
- EMB (25–50% 炎症を起こした髄膜のみ)
- PZA (100%)
- STM (20% 炎症を起こした髄膜のみ)
- リネゾリドLZD (20%)
- サイクロセリン (80–100%)
- エチオナミド (100%)
- PAS (10–50%) (炎症を起こした髄膜のみ)

ステロイドの使用は結核性髄膜炎には決まりきったものである（下のセクションを参照）。
アスピリンが有益になる
という、1つの計画された治験からの証拠があり、このさらなる働きは、証拠により結核性髄膜炎の日常薬として推奨される必要がある。

### ステロイド
結核の処置の中で副腎皮質ホルモン（例えばプレドニゾロン、デキサメタゾン）の有益性が、結核性髄膜炎と結核性心膜炎で証明される。
結核性髄膜炎の処方量は、デキサメタゾンを8-12mgを6週間以上毎日、量を減らしながらとなる。（正確な情報の為にリンクの記事を参照）
)
心膜炎の処方量は、プレドニゾロン60mgを4-8週間以上、毎日量を減らしながら行う。ステロイドは子供の結核、結核が極端に進行したものや、助膜炎に一時的に効果があるだろう。
- 肋膜炎：プレドニゾロンを20-40mg、4-8週間以上毎日、量を減らしながら行う。
- 極端に進行した結核：40-60mg、4-8週間以上毎日、量を減らしながら行う。
- 子供の結核：2-5mg/kg/dayを1週間、次の週に1mg/kg/day、その時から5週間以上は投与量を減らしながら行う。

ステロイドは、腹膜炎、粟粒結核病、結核性骨髄炎、結核性頭蓋骨骨髄炎、口頭性結核、リンパ節炎と尿生殖器の病気に効果があるだろう。しかし、ステロイドの効果は日常的にみるとどうかという問題や、投与量が足りない事については推奨されておらず、ステロイドの処置については、基本的に医師の患者の状態を見ながらの判断にすべきである。

サリドマイドは、結核性髄膜炎の患者と、ステロイド処方で効果が薄かった患者に対して効果がみられる。

## 薬物療法の処方について
患者の結核の処方について、非標準的で不信感を抱かせる方法を使った結核の処方は治療ミスのリスクが増大し、結核がぶり返したり、結核薬剤耐性菌の発生する重い負荷がかかる。患者の薬物治療が失敗に陥る多様な理由がある。結核の兆候で共通する事は、最初の2.3週間の薬物治療患者と多くの結核患者が薬物治療の継続を断念すること、それを解消するのが共通する兆候である。医者ができる標準的補助は、患者の薬物療法による患者の抱える問題を確認することと処方を履行するチェックが重要。患者は処方箋に書かれている、いつもの錠剤の重要性を教えてもらったり、完璧な処方の重要性、つまり結核の再発のリスクもしくは薬剤耐性の他の発展リスクのために医者に結核の治療について教えてもらう必要がある。主な不平の種の一つは錠剤のかさばりにある。主な元凶はPZA（かなり大きなサイズの錠剤が存在する）である。PZAシロップ剤はPZA錠剤の代わりとなるが、錠剤サイズのPZAが本当に問題なのであれば、液状の調剤薬は利用不可になってしまう。その場合にはPZAを省いた調剤薬の処方は可能にはなる。もしPZAを省いた場合、患者は薬物療法の重要性とその結果について、医者が考えている薬物療法の処方について警告すべきである（PZAを省いた養成法の詳細は下記に記載する）。他の不平について、患者は薬物がその吸収作用を促す為に空腹時に薬を投与されなければならないことに不平を感じている。この不平について患者達が、その処置に従うのが困難なのは（例えば、シフトの仕事をしている人が食事をしなくなる等の障害のため）、毎日の薬物療法の処置より1時間は早い時間に起きる事を意味するからである。結核の処方ルールは、多くの医者と薬剤師たちの理解に比べても、患者達への説得力がなく、
問題はRMPの吸収は中性脂肪がより減少し、しかし、炭水化物、タンパク質に影響なく、酸を中和するRMPの吸収、これをルールに結核の処方を行っていく。
事実、患者は食事と共に薬物治療、中性脂肪もしくは脂を含まない食事をとります。（例えば、ブラックコーヒー1杯、バターを付けないジャムを付けただけのトースト） 
食事と共に薬を摂れば、空腹の胃で薬を摂る時に多くの患者の吐き気が楽になります。
食事の影響とINHの吸収は明らかではありません。2つの治験は食事と共にINHを摂ると効果が減少する事が示されています。
しかし、1つの治験では食事と共にとっても効果が同じと文献にあります。
PZAとEMBを食事と共に吸収すると、その影響は小さいもので、医学的にはあまり重要ではありません。
尿の検査をする事でイソニアジドとリファンピシンの吸収がしっかりと摂れているかを調べる事が出来ます。
尿の分析をする事で、イソニアジドはリファンピシンより半分の期間の接種量が処方ではベースとなります。
- イソニアジドとリファンピシンの尿反応陽性患者は完全に処方を受け入れている。
- イソニアジドのみ尿反応陽性患者は医者に行く最後2.3日前に薬物療法して、その日はまだ必要な接種量を摂っていない。
- リファンピシンのみ尿反応陽性患者は薬物療法を2.3日前からサボったが、医者に来る前に処方した。
- イソニアジドとリファンピシンの両方が尿反応陰性患者は何日にも渡って薬物療法を行わなかった。

国により医者は、患者の処方を強制する事が出来ない(例えばイギリスはできない)、尿検査の検査結果が、患者の処置とは無益なものになる事があり、服薬厳守をサポートすることが出来ません。
国により法律の基準が異なり、患者の薬物療法を科すことが出来ない。
その時、患者の薬物療法を科すことは出来ないが、尿検査の服薬厳守の保証内容に有益な付加物を付ける事が出来る。
RMPは色分けができ、尿と体全体の分泌物（涙、汗、等）はオレンジ-ピンク色。（この色は処方の後、約6-8時間に色褪せていく）
肺外結核（EPTB）の治験で、フィリピンのマニラ大学の研究者達は、
他の病気の検査の結果、EPTBは病気の遅延型だという事と薬物医療の最新の規定が適用されるという類似した特徴を発見。
この類似した特徴は究極的にEPTBの発生率及び死亡率の増加に一石を投じた。
WHOは一定量の薬の組み合わせを処方薬として推奨しており、処方厳守を改善する為、人によっては多くの錠剤を減らしていく必要があり、処方厳守のエラーを減らす事が可能となる。
しかし、2016年にコクラン共同計画が出版した、服薬厳守に関する適度な質なものは「一定用量の組み合わせ薬は、単品の製剤と比較しても、ほとんど違いがない」との記載もある。

## 副作用
個別の抗結核薬の副作用の効果については、どうぞ個別の結核薬の記事を参照下さい。
主な副作用の発生率の詳細は記述がある。
- INH　月間0.49％
- RMP 月間0.43％
- EMB 月間0.07％
- PZA 月間1.48％
- 全て 月間 2.47％

この結核の短期処方標準コースには8.6％のリスクがあり、患者は今までの薬物療法から2HREZ/4HRの結核短期処方標準コースの薬物療法に変わる際に必要となるリスクである。この治験は主な副作用の影響の中でも、最も大きなリスクを持った人、つまり重病患者を例に取ってみる、
- 年齢60以下
- 女性
- HIV陽性患者
- 東洋人

それは難しい同一性があり、薬には副反応もある。しかし、それぞれの副作用の頻度は知られている。副作用で体が不快になる薬は、その副作用の頻度で薬自体の次数（薬の成り立ちに必要な数）が減少する。
- 血小板減少症：リファンピシン（RMP）
- 神経障害、ニューロパチー：イソニアジド（INH）
- めまい；ストレプトマイシン（STM）
- 肝炎：ピラジナミド（PZA）、RMP、INH
- 皮疹（発疹）：PZA、RMP、エタンブトール（EMB）

テストの必要無しに症状が出るものに、RMPが主な原因を占める血小板減少症がある（詳細についてはリファピシンを参照）。イソニアジド（INH）がピリドキシン欠乏をきたすため起こるニューロパチーは、イソニアジド神経障害と呼ばれる。イソニアジド神経障害における末梢神経障害は、純粋な末梢神経障害と、イソニアジド神経障害の心臓部以外に他に原因がある末梢神経障害がある。一度末梢神経障害が起きた場合、イソニアジドの処置を止めなければならず、ピリドキシンを1日に3回50mgを投与すべきである。単純に高濃度のピリドキシンを養成すると、ニューロパチーの症状は悪化しない。患者達は末梢神経障害の他のリスク（糖尿病、アルコール依存症、腎不全、栄養失調、妊娠、他）からピリドキシンの処置のスタートから1日に10mg投与すべきである（イソニアジド神経障害の副反応についてはイソニアジドの項目を参照）。
皮疹はピラジナミドの副作用により（基本的には他の結核薬と共に投与する）頻繁に起こる。同じ養成法での試薬量については下記の肝炎の薬の反応によって決定される必要がある。
かゆみ、リファンピシンのかゆみは皮疹無しに起こる共通のもので、処置の最初の2週間はリファンピシンを止めるべき。患者のかゆみを解決するアドバイスが必要。花粉症の薬でよく使われるクロルフェニラミンのような、鎮静の抗ヒスタミン剤の短期治療薬はかゆみを緩和するのに便利である。
熱のような数の多い病気の処置は、結核の影響が自然と生じる（熱は最初の3週間の中で解決すべきケースになる）。熱は薬剤耐性の結果だが、この細菌は2つもしくはより多くの薬で耐性をなさなければならない。耐性とは、生物が自分に対して何らかの作用を持った薬剤に対して抵抗性を持ち、これらの薬剤が効かない、あるいは効きにくくなる現象のこと。熱は感染症の診断が増え、診断書（カルテ）に追加される病気が増える診断が下されます（結核患者達は、処置の間インフルエンザと他の病気からは逃れられない）。患者達の数人は、薬のアレルギーのために熱が出る。病院関係者達は結核の診断が悪という可能性を考慮しなければならない。もし患者は処置に2週間以上かかったり、熱により初期に決めた処方と結核の症状が再発した場合、それを理由に結核の療法を72時間全て止める必要がある。もし熱による結核の薬物治療の中止を主張し続けると、熱の問題は薬ではないという結論になり、もし熱の処方基準が消え去った時、薬がテストをされた各々のケースに沿った決定となる。熱と同じ体系で考えた時、肝炎の薬物療法のさわり部分が熱の薬と同じ症状を見せるため、薬物療法も同じ可能性がある。リファンピシンは、結核薬のほとんど同じ頻度、関係そのものが同じため、熱の薬と同じ体系に分類が可能かもしれない。

### 薬による肝炎
結核の処置から来る薬剤誘導性肝炎は約5％の死亡率を誇ります。3種の薬（PZA、INH、RMP）は肝炎を誘発する（誘発頻度は減少傾向にある）。3種の薬の内、どの薬のサイン、兆候が基本となって肝炎を誘発するかの識別は不可能。テスト投与はどの薬の反応かを決定する（これは議論の余地があり、詳細は下記）。血清成分を分析することにより肝臓の機能を調べようという、ライバー・ファンクション・テスト（liver function tests=LFTs：肝機能検査の1つ）は、処置の当初に調査すべきだが、もし普通の状態の場合、患者は肝炎の兆候を警戒するだけで良くなることがある。何人かの医療従事者達は、処置の間中ライバー・ファンクション・テストの標準監視を要求し、この実証に、処置の当初2週間後のテスト投与期間を必要とし、2ヶ月毎のそれ以後は、問題が見つからない限り続ける。ビリルビン（胆赤素）の上昇はリファンピシンと共に取り除かなければならず、（リファンピシンはビリルビン排泄物を防ぐ）通常は10日後に解決する（生きている酵素はリファンピシンの生産、増加を補う）。いずれビリルビンの上昇は孤立化し、安定すると体内循環から無視される。肝機能検査に出てくる、ALTやAST等のアミノ基転移酵素だが、生きているアミノ基転移酵素（アラニンアミノ基転移酵素（ALT）とアスパラギン酸アミノ基転移酵素（AST））は、処置の当初3週間に共通するものである。もし患者が無症状、そしてビリルビンの過度の上昇が無い時は行動する必要がない。何人かの専門家達は薬物治療の4回の切断は通常、上限の限界を指し示すが、そこに何の根拠、論拠も数多くの証拠も無いとしている。何人かの専門家達は、処置を止めるべき唯一の点は、黄疸になった医学的証拠が挙がった時としている。もし、医学的に重要な肝炎が結核処置の間に起こった場合、肝臓性アミノ基移転酵素の状態が正常値に戻るまで薬剤を止めるべきである。もし患者がそれでも病気になったら、結核処置を止める事をせず、ストレプトマイシンとエタンブトールを肝臓性アミノ基移転酵素が正常値に戻るまで投与し続けるべきである（2つの薬は肝炎に関連が無い）。劇症肝炎は結核処置のコースで起きるが、幸運にもその頻度は稀である。緊急肝臓性アミノ基移転酵素は死の危険が起こりえる。

### 肝炎のためのテスト投与
肝炎のためのテスト薬は個別に処方されるべきである。これは外来患者での問診では無理で、入院患者のよく所見がある患者でなければならない。看護師は現在、患者の脈拍と血圧をテスト投与をした4時間後に最小で15分間の間隔で測らなければならない。問題はテスト投与の6時間以内。患者は突然急変を迎えたりするため、集中治療の用意をしなければならない。薬はこの順番にテスト投与すべきである。
- 1日目: INHを1/3もしくは1/4の量
- 2日目: INHを1/2の量
- 3日目: INHを全部
- 4日目: RMPを1/3もしくは1/4の量
- 5日目: RMPを1/2の量
- 6日目: RMPを全部
- 7日目: EMBを1/3もしくは1/4の量
- 8日目: EMBを1/2の量
- 9日目: EMBを全部

1回のテストよりも少ない薬の量を投与すべきで、他の全ての薬はテストが続く限り中止すべきである。4日目、例えば患者はリファンピシンのみを投与され、他の薬は投与されない。もし患者はテスト投与の9日間を終えた時、ピラジナミドが原因の肝炎だと思うのは当然である、テスト投与ではピラジナミドを投与していないのであるのだから。テスト投与の為、この順序で薬を使う理由は、結核処置にとって最も重要な2つの薬、イソニアジドとリファンピシンである。これらテスト投与薬：ピラジナミドは最も肝炎の原因となるような薬で、一番簡易に省く事が可能。エタンブトールが働く結核組織体系は知られておらず、省くことができた。エタンブトールの組織体系がイソニアジドに関係するということは知られている。テストされた薬の順番は、下記の考慮に従って変更が可能。
1. イソニアジドとリファンピシンの2つの最も有用な薬は、最初にテストすべきであり、この2つの薬の不在は養成法に記載の処方からかなりの効用を損なう。

1. テスト投与薬はその反応のほとんどがテストの結果の原因となるように、可能な限り時間がかかるテストをすべきである（全てをテストする必要は無い）。ある薬の投与後に発現した有害事象が、再投与後に再び発現した患者達は、すでに危険な副作用反応になっている。テスト投与に関して類似した肝炎が起こったため、計画は他の薬の副作用かもしれない（熱や皮疹のような）。

### HRZEによる抗生処置が原因となった腸内菌共生バランス失調
結核処置の結果は、マウスと
人間 
による実験で腸に存在する細菌マイクロバイオムの構造の変化によって判断する事ができる。現在の医学では知られていない、このディスバイオシス（腸内細菌叢を構成する細菌種や細菌数が減少することにより，細菌叢の多様性が低下した状態を示す）の長年の影響は、全身の免疫により証明される。免疫とは、（この場合は腸）外来の微生物や異物、また生体内に生じた不要物質、病的細胞、病的物質などを非自己として認識し、免疫細胞系の相互作用により、免疫適格細胞が免疫遂行細胞に分化し液性免疫および細胞性免疫機構が働き、非自己物質を排除、自己の恒久性を維持しようとする生体反応。

## 標準療法からの逸脱、偏差
肺結核の処置における標準養成法からいくつかの偏差や逸脱している証拠がある。唾液の細胞を培養した結果、陽性反応を示した患者達は、肺結核の処置4ヵ月のみ良好のスタートだが、塗抹標本は陰性だった（HIV陽性患者の塗抹標本が有効ではない）。何人かの陰性患者は肺結核処置の3ヶ月は良好だった（何人かの患者は結核では無いという可能性すらあった）。
賢明ではない処置を3〜4ヶ月施された患者は、結核の専門医からは早い段階でストップがかかり、何個かの再処置は不必要になった。年配の患者は多量の錠剤をすでに処置されており（9HR）、ピラジナミドを省いた多量の錠剤を使った養成法が（錠剤のかさばり）あった。標準療法の当初から4つの薬を使った処置は、通常必要ではないかもしれない。1つの例は、お互いが結核を患った近い患者同士の接触は、結核の標準療法全体を緊張に走らせることだ。この場合、予想されたイソニアジドを施された彼らの緊張は、2HRZ/4HR（エタンブトールとストレプトマイシンを省いた）という事実にある。実に1990年代の早期まで多くの国で推奨された標準養成法以前のものは、イソニアジド耐性率が高いものだった。本来であれば、耐性率が弱いイソニアジドにした方が、標準養成法としては優れたものだった。脳と脊髄を取り巻く結核（髄膜炎、脳炎等）は現在の処置では2HREZ/10HR（全体を12ヶ月として）、しかし、優れているという証拠はなく、証拠として優れたものがある
処方率は2HREZ/4HR、これは単に、治験で誰も臨床しなかったという事であり、質問の答えとして、短期コースの治療では結果は同じであり、長期では異なってくるというものであった。

### イソニアジドを処方しない療法
結核では、抗菌薬が効かない「耐性菌」の出現が大きな問題となっています。イソニアジド（商品名：イスコチン）も同様であり、この薬を単独で投与すると、イソニアジドに対して耐性をもつ結核菌がすぐに出現してしまう。2010年の英国におけるイソニアジド耐性菌突発率は6.9％になる。
世界全体では、ほとんど共通の耐性菌突発率があり、今後、現在のHREZの使用（特に処置の最初）はイソニアジド耐性菌率の感応度が明確化されるまでは6.9％が推奨されている。イソニアジド耐性菌率の感応度は現在、突発のレポートにおいてその有用が知られている。もし患者達は結核イソニアジド耐性菌の感染が発見された場合、HREZを2ヶ月間は服用が必要となり、その時、患者達はさらに10ヶ月REに処方を変更すべきであり、患者達がイソニアジド自体を受け入れられない時は同じ事が言える（2REZ/7REの処方で患者を良好に管理する必要があるかもしれない）。アメリカは、モキシフロキサシンのようなキノロン系抗菌薬と共に6RZEを推奨している。イソニアジドを処方しない養成法の全ては、その養成法が有用であるレベルが低いが、だからといって、その方法以外は無い状況にある。

### リファンピシンを処方しない療法
イギリスで流行しているリファンピシン耐性菌は1.4％になる。イソニアジド耐性菌の存在無しにリファンピシンの耐性菌は無く、リファンピシン耐性菌は結核菌株では稀なものである。リファンピシン耐性菌は通常、良好なイソニアジド耐性菌を意味する（多剤耐性菌）。しかしながら、リファンピシンは第一選択薬としては共通のものである（肝炎もしくは血小板減少症が症状として現れるのは、リファンピシンを中止するためなのが理由）。そして、リファンピシンは最も高価な薬であり、最貧国の中ではリファンピシンはしばしば省かれるため、肝炎等の症状が起きる。リファンピシンは最も潜在的に結核の処置で効用が高く、減菌するものであり、全ての養成法には、リファンピシンを省く事は標準養成法よりも長い間治療に時間がかかる程重要な薬とある。イギリスでは18HEもしくは12HEZを推奨しており、アメリカでは9-12HEZを推奨、加えてキノロン系統抗菌薬（例えばモキシフロキサシン）と共にとある。

### ピラジナミドを処方しない療法
ピラジナミドは皮疹の共通する原因であり、肝炎と関節痛の痛みはHREZ養成法の中で起こり、これらの症状の患者を安全に、耐性菌を阻止するためにはピラジナミド不耐性の薬の処置が必要となる。ピラジナミド耐性菌を分離しないが、ウシ型結核菌はピラジナミド耐性菌の発病の初期に起こる。ピラジナミドは結核の治療全体では重要な処方ではなく、主にピラジナミドの処方の価値としては短期の養成法（全6-9ヶ月間）が中心となる。代替の養成法は2HRE/7HR、優れた治験証拠も存在している。 
1994年、アメリカ感染対策ガイドライン（結核の部分）では、
 erroneously cite Slutkin as evidence that a nine-month regimen using only isoniazid and rifampicin is acceptable, but almost all of the patients in that study received ethambutol for the first two to three months (although this is not obvious from the abstract of that article). This mistake was rectified in the 2003 guidelines.
2HRE/7HRの、この養成法は第一抗結核薬のウシ型結核菌の内因的にはピラジナミドの耐性菌となる。

### エタンブトールを処方しない療法
エタンブトール耐性菌もしくは不耐性菌は非常に稀であり、もし患者が本当に結核による不耐性菌や、結核に患った時、エタンブトール耐性菌になる。その時は2HRZ/4HRを処方する必要がある。
 The main motivator for including EMB in the initial two months is because of increasing rates of INH resistance.

## 結核と他の病気との関係

### 肝疾患
アルコール性肝疾患を患った人は結核のリスクが増大する。結核性腹膜炎の発生は、肝硬変を患った患者に特に高い確率で起き、広範囲に渡り2つの処置方法がある。
A.通常の肝機能検査（チャイルド分類A）を受けた、肝硬変患者は標準的に4つの薬を2ヶ月間、残りの4ヶ月で2つの薬を全体で6ヶ月の処方する。
B.肝硬変患者（チャイルド分類B&C）肝機能検査を変更する。2010年のWHOガイドラインに従うと、病気と代償不全（心不全）の程度、厳しさにおいては肝細胞障害型の薬によって、養成法を使い分ける必要がある。1つもしくは2つの肝細胞障害型の薬は、中程度の厳しい段階の病気、例えば肝硬変（チャイルド分類B）に使用する。そのため、代償不全化されたチャイルド分類Cのようなものを完璧に回避することができる。
肝障害度を評価するスコア、Child-Pugh分類（チャイルドビュー分類）がある。肝機能低下による症状や血液検査の結果から、肝硬変の程度を分類することができる。この分類をChild-Pugh分類という。
Child-Pugh分類　評価5項目
(1)脳症の程度
1点：脳症なし
2点：軽度脳症あり
3点：時々昏睡
(2)腹水の程度
1点：腹水なし
2点：少量の腹水あり
3点：中等寮
(3)Bil（mg/dl)：ビリルビン値
1点：＜2
2点：2～3
3点：3＜
(4)Alb(g/dl）：アルブミン値
1点：3.5＜
2点：2.8～3.5
3点：＜2.8
(5)PT（秒)(%)：プルトロンビン活性値
1点：1～4秒 80%＜
2点：4～6秒 50%～80%
3点：6秒＜ ＜50%
チャイルドA（5～6点）
チャイルドB（7～9点）
チャイルドC（10～15点）
の3段階で評価される。スコアが8～9点の場合には1年以内に死亡する例が多くある。
・2つの肝細胞障害薬
-イソニアジド、リファンピン、エタンブトール（イソニアジド感受率が証明されるまで、されなくても）を9ヶ月。
-イソニアジドとリファンピンを6ヶ月間使用した後、イソニアジド、リファンピン、エタンブトール、ストレプトマイシンを2ヶ月。
・1つの肝細胞障害薬
-イソニアジドとエタンブトールを10ヶ月使用した後、2ヶ月のイソニアジド、エタンブトール、ストレプトマイシン。
・肝細胞障害薬を使わない
-18-24ヶ月のストレプトマイシン、エタンブトール、キノロン系抗菌薬
肝臓病の患者は、肝機能検査を結核の処置をした後に受けるべきであり、薬による肝炎は上記の区分けの中で議論すべきである。

### 妊娠
妊娠それ自体は結核のリスクにはならない。リファンピシンはホルモン不妊法(en)には影響は少ないが、結核の処置の間、避妊を警戒する必要がある。妊娠において結核の治療をしていないということは、流産や主要な胎児異常など、妊娠する女性の危険が増える。アメリカのガイドラインでは妊娠において、ピラジナミドを省いた結核処方を推奨している。英国とWHOのガイドラインではピラジナミドは省かないと推奨しており、共通してピラジナミドが使用されている。結核を患った妊娠女性の処置は多岐に渡るカルテが存在し、妊娠中におけるピラジナミドの有毒効果は探しつくされている。動物の中でリファンピシンを高い分量投与することが原因で神経管閉鎖不全になるケースがあるが、人間においてはそのようなケースは存在しない。妊娠と産褥期に肝炎のリスクが増す可能性がある。肝炎リスクの増加については全ての妊娠可能年齢の女性に慎重なアドバイスが必要であり、それにより結核処置が完了するまでの間の妊娠を避ける事が出来る。
アミノグリコシド系抗生物質（ストレプトマイシン、カプレオマイシン、アミカシン）は妊娠中に使用すると、それが原因により胎児の聴覚を喪失させる可能性がある。妊娠中の女性を担当する医師は、赤ちゃんへの潜在的な害に対する母親への忠告、気遣いをしなければならず、子供達への良い結果が報告された、アミノグリコシドを使った処方を母親へ処方すべきである。ペルーで起きた多剤耐性結核については、妊娠期間に推奨する理由は無いが、ペルーでのことを伝えることは良い結果に繋がる可能性がある。

### 腎疾患
腎不全を患った患者達は、腎臓に10-30のしわが増え、結核に侵される危険がある。腎臓病を患った患者達は、免疫を抑制する薬、もしくは潜伏結核の処置のために腎臓を移植する事を考慮に入れる。もし腎臓病に充当するのであれば、アミノグリコシド（ストレプトマイシン、カプレオマイシン、アミカシン）を避けるべきである。患者達は厳しい腎臓病の問題を抱えており、腎臓病にさらなるダメージを与えるリスクがある。もし、アミノグリコシドを使う事が避けられない場合（例えば薬剤耐性結核）、血清中濃度を監視レベルに近づけなければならず、患者は副作用（特に聴覚喪失）を警戒する必要がある。もし患者が腎不全の末期の場合、役立たない腎機能を使ってアミノグリコシドを使い、薬物濃度を簡単に測れる程度にするべきである（しばしばアミカシンの薬物濃度を測れるようにする）。中程度の腎機能低下があり、毎回使用する結核の処方を変えず、他の薬の量を多くする。厳しい腎不全症（糸球体ろ過率・GFR）がある時は、エタンブトールの量は2等分にすべきである。ピラジナミドはイギリスでは20mg/kg/day、アメリカでは通常の3/4の量が推奨されているが、これを支持する出版物の証拠は存在しない。透析の患者に2HRZ/4HRを使用した時、処方薬は腎臓病の初期のかなり危険な時期の間毎日投与すべきであり、継続期の中で、処方薬は数回以上の血液透析の投与の結果で判断すべきであり、透析をしない日を設けるべきである。

### HIV
HIVに感染した患者達は、もし可能であれば、結核の処置が完全に終わるまでHIVの処置を遅らせるべきである。現在のイギリスの手引きでは（リンクBritish HIV Association）
- 糖タンパクで細胞表面抗原の1つであるCD4の数が200を超える場合は、6ヶ月の結核の処置を終わるまで、HIVの治療を遅らせる事。
- CD4の数が100-200個の場合、初期の結核の危険が高い期間の治療が終わるまでHIVの治療を遅らせる事。
- CD4の数が100以下の場合、状況が不明な為、患者達は治験に入って様々なHIVの検査をすべきである。

もしHIV患者達は結核とHIVの両方面での専門家によって診断された場合、他の病気に関しても妥協せずとも結果が出ているという証拠がある。もしHIVの処置が結核の処置が終わるまでの間に始まってしまった場合、HIV専門の薬剤師の忠告を求めるべきである。一般的に、ヌクレオシド系逆転写酵素阻害薬との相互作用は重要ではないそして、ネビラピンはリファンピシンと共に使用すべきではない。エファビレンツは使用するかもしれないが、投与量については患者の体重に左右される（50kgより体重が軽い患者は日に600mg、50kgより体重が重い人は日に800mg）。エファビレンツレベルは、処方が開始した後の早期に調整すべきで（アメリカでは通常では難しく、逆にイギリスではたやすく利用が可能）プロテアーゼ阻害剤は可能であれば避けるべきである。患者達はリファンピシンとプロテアーゼ阻害剤は、治療の失敗や代替治療のリスクが増える。HIV患者のチオアセタゾンの使用には紅皮症の潜在的リスクが23％あるため、WHOは警戒をしている。HIVと結核の両方の処置を目指しているCaprisa()、そのCaprisaの003治験での治験者の死亡率は、抗レトロウイルスを処置した結核処方の方が、結核の処置をし終えた後に開始したよりも56％低い死亡率だった。

### てんかん
てんかんについては、イソニアジドを投与した事による発作のリスクが増える。そのためピリドキシンを日毎10mg、イソニアジドを投与した時にてんかんの患者に処置すべきである。イソニアジドが原因によるてんかん性の発作については臨床的・治験的な証拠はない。結核処置は抗てんかん薬と血清薬レベルの相互作用がとても大きいため、医師による監視レベルへ近づけるべきである。カルバマゼピン、フェニトイン、バルプロ酸ナトリウム、この3つの薬品とリファンピシンの間には深刻な相互作用があり、結核の処方について、患者達は薬剤師の忠告を求めるべきである。

## 薬剤耐性

### 定義
多剤耐性結核（Multi-drug resistant tuberculosis：MDR-TB）は、イソニアジドとリファンピシンの耐性菌が原因の結核として定義できる。他の抗結核薬の組み合わせは複合耐性として分離するが、イソニアジドとリファンピシンはMDR-TBに定められなかった。2006年10月、"広範囲薬剤耐性結核菌"（XDR-TB）はMDR-TBとして定義された。XDR-TBの耐性菌はニューキノロンと、カナマイシンの1つ、カプレオマイシンもしくはアミカシンである。XDR-TBの定義として古い例は、第二選択薬に定められる、3複合耐性菌もしくは3つ以上の複合耐性菌になる 。
この定義はもはや使用すべきではないが、多くの古い資料にはこの定義が記載されている。MDR-TBとXDR-TBの処置の原理は同じで、主な違いはXDR-TB関連の薬はMDR-TBに比べて高い死亡率を誇り、そのため効果的な処置をあえて多くを減らすことで死亡率を抑えてきた。XDR-TBの疫学は現在、良い治験が無いため、XDR-TBでは簡単には健康に至らないと信じられている。HIVと、他の病気より感染しやすい結核によって、人口における伝染病の原因としてすでに多剤耐性菌は、その疫学的な感染原因とされている。

### 結核薬剤耐性の疫学
35カ国を対象とした1997年の調査では、国政調査によって、その国のおよそ3分の1で、2%以上の率で多剤耐性結核菌が発見された。最も高い感染率だったのは以前のUSSR（ソビエト連邦）、バルト諸国（エストニア、ラトビア、リトアニア）、アルゼンチン人、インドと中国、発展途上国や国際結核プログラムが適用された国。同様に、1990年代の早期にニューヨーク市で高感染率でMDR-TBが発生したことは、ロナルド・レーガンによって公共健康プログラム（結核の多剤併用プログラム）の除外と関連している。ポール・ファーマーは値段の高い処方薬について、貧しい国では値段の高い処置についてかなり厳しい状況にあると主張している。ポール・ファーマーの人権の問題について言及する記事によると、アフリカは必ず最後に多剤耐性菌の処置を受ける国であり、理由はアフリカが“時間の概念”を欠如している国だからである。アフリカ行政側の予定と人権問題がアフリカ人の多剤耐性菌の処置を妨害している。MDR-TBは、発展途上国でも全体を通してとても神経を配らせる必要がある結核の処置をする必要がある。発展途上国ではいつも、MDR-TBの処方の投与量のミス、もしくは処置コースの選択ミスがある。しかしMDR-TB株は感染が少なく、罹る患者も少ないのが現状である。近年よく知られていることで、イソニアジド結核耐性菌はギニア豚での治験では毒性のあるものが少なく、疫学上の証拠では、イソニアジド結核MDR-TB株は、その猛威を振るわない事が証明されている。ロサンゼルスの治験では、ケースの6％でMDR-TB株菌が群れてまとまっていた事が判明している。これは独善的な見解ではない。MDR-TBの死亡率は肺がんに匹敵する病気である事を覚えておかなければならない。人体の免疫システムには弱点があり（HIVや薬による病気）結核からの感染は罹りやすい。子供達でMDRとXDR-TBの感染率の増加に伴う感染しやすさ表した時に、小児患者の診断というものは難しく、多くの例で正式なレポートが無い。XDR-TBの小児児童の例は、アメリカを含むほとんどの国で調査された。南アフリカでのXDR-TB伝染の例があり、最初の発生は53名の患者達の中で、その内52名の死亡が確認されたクワズール・ナタール州の田舎の病院のレポートがあった。特筆されることは何かというと、16日間のみという短さで死亡した患者の痰標本と、患者の大多数は結核の処置を受けた後だった事である。これは流行の頭文字XDR-TBが使われた最初だった、過去を振り返ってみると、現在の定義となる結核株菌が確認されたが、結核株菌の定義は大きなグループのケースの内の1つとされていた。
2006年9月の当初のレポート以来 、南アフリカ共和国のほとんどの州で調査・報告された結核株菌がある。2007年3月16日、314のケースが調査され、215名の死亡が報告された 。XDR-TB株菌の拡大感染が明らかになったのは、HIVの高い普及と近い関連があり、感染を防ぐには厳しい衛生環境にあった。他の国でもXDR-TB株菌が発生し、薬剤耐性菌の誤った管理と感染しやすい患者から患者への感染と薬の処方が相次いでいた  。結核のXDR-TB株は他のどんな薬にも反応がなく、現在南アフリカでは第一と第二選択薬の処置が利用可能となっている。今明らかにされている問題は多剤耐性結核菌の公に（政府による）提案された値段に比べると、はるかに高価な処方薬の値段である。
2006年11月23日、XDR-TBの303ケースが報告され、クワズール・ナタール州の263ケースに感染が確認されている  。深刻なことは、アフリカの人患者の人権を考えない隔離手続きにあるしかし、結核の株菌（主にXDR-TB）のさらなる拡大を防ぐ必要があるのも事実である。

### MDR-TBの処置
MDR-TBの処置とその予後は、感染症というよりも癌に類似している。その死亡率は80％異常を誇り、多くの要因を併せ持つ。
1. 薬には何個の耐性株菌があるか（少ない程良い）
2. 何個の薬を患者に処方するか（患者に処方するのは5つもしくはそれ以上が良い）
3. 注射剤の薬を投与すべきか、否か（少なくとも最初の3ヶ月は与えるべき）
4. 医者の経験と専門知識による責任（患者の状態に伴う治療について）
5. 処置の内容について患者がどのくらい協力的か（処置は困難でいて、長期に及ぶ、患者による医学的、生存的な決定と治療の存続の可否）
6. 患者がHIV陽性か否か（HIV感染予備軍の場合は死亡率が増す）

処方コースは最小で18か月か進行のステージに応じて、死の最後の年まで、外科的な手段が必要かもしれない。最適な処置にも関わらず、高い死亡率を誇る。処置コースは最小で18か月の長期、そしてDOTS（直接監視下処置）を取り入れることにより治る可能性は69％にも増加する。

MDR-TBの処置は、MDR-TBの処置をした経験がある医者が引き受けなければならない。患者の死亡率と不健全は非専門家の場合は、専門家の患者の取り扱いと比べて重点的な評価をする。非専門家の場合、さらに明確なリスクがある。（MDR-TB患者と判明している場合）MDR-TBのリスク要因は男性とのSEX、HIV感染、投獄前、結核治療のミス、標準的な結核処置の処方ミス、抗結核処置の代替になる薬剤処置。MDR-TBに苦しむ割合の大部分の人々は、ポール・ファーマーの説明している“アウトカム・ギャップ”の処置を受けることが出来ない。人々の多くにMDR-TBの存在を知らしめた“リソース・プアー・セッティング”（例えば西欧諸国と途上国の為替レート、取引規制と市場の歪みを使った薬、物品の価格の落差を利用して、その病気に対する予算を捻出して、薬や物資等を調達する方法）とMDR-TBの処置を拒否することについてだが、国際組織は国に対して医療を含めた技術を利用する事が可能だが、国際組織が拒否をした場合、結核の処置についての予算に余裕を持たせることが出来ないため、第二選択薬は薬の価格が高すぎるということもあり、MDR-TBのための薬の処方を維持する事が出来ないことから、予算を使い切ってしまうという問題があるために、途上国はMDR-TBの処置を拒絶する。ポール・ファーマーはこの社会的な不平と死ぬ事が出来ない人々について議論をしている。彼らは“効果的治療”に余裕が無い境遇に直面しているためであると説いている。MDR-TBの処置は感度検査（センシティブティ・テスト）を基に処置をしなければならない。MDR-TBに罹った患者はこの手の情報なしには扱うことが不可能であり、もしMDR-TBに疑問を持っている患者を取り扱う場合、患者はSHREZ+モキシフロキサシン+サイクロセリンを開始すべきで、感度検査の研究の結果を待つべきである。いくつかの国において“rpoB遺伝子”の厳密な検査と、MDR-TBのための厳密な遺伝子検査をする機械によって、耐性株菌を分離して単離したリファンピシン耐性株菌を調べる事ができるためである。なぜrpoB遺伝子検査なのかは、rpoB遺伝子への変異導入により、細胞内において二次代謝が活性化され、細胞内における物質の生産量が高められることが知られており、変異はrpoB遺伝子のリファンピシン結合部位に導入されたものである。rpoBのリファンピシン結合部位に変異が見られる自然突然変異株がリファンピシンに対する耐性を獲得することが報告されているためである 。
もし厳密な遺伝子検査の結果が陽性の場合、リファンピシンとSHEZ+モキシフロキサシン+サイクロセリンの使用を省くことができる。イソニアジドの使用を維持する理由は、MDR-TBに疑い深い患者は、イソニアジドの潜在的な治癒力を馬鹿にして処方から省こうするからである。理由は微生物学的な証明が効果が出ないからである。イソニアジド耐性菌のための厳密な検査が利用可能だ (katG遺伝子 
と mabA-inhA遺伝子の調査)。
遺伝子変異の解析で、INH耐性株の遺伝子解析を行った結果、katG遺伝子、mabA-inhA遺伝子に欠損、挿入、あるいはアミノ酸変異のある株菌が何個あるかを調べることによって、どの株菌が変異しているかを調べる。しかし、これらの解析を利用可能である場所は少ない。イソニアジドとリファンピシンの感受性を知ったり、分離株を確認する時に、5つの薬を下記に従って選ぶべきである。
- アミノグリコシド系抗生物質 (例えば、アミカシン, カナミシン) もしくは、ポリペプチド抗生物質 (例えば、カプレオマイシン)
- PZA
- EMB
- ニューキノロン： モキシフロキサシン をより好む。 (シプロフロキサシン [82]);
- リファブチン
- サイクロセリン
- チオアミド プロチオナミド(en) もしくは、エチオナミド
- PAS
- マクロライド系抗生物質 例えば, クラリスロマイシン
- リネゾリド
- 高容量のINH (低レベルの耐性の場合)
- インターフェロン・ガンマ(en)[83]
- チオリダジン(en)
- メオペネム(en) と、クラブラン酸[84][85]

薬はリストの上に近いほどより効果的で毒性が少ないもの、下に近いほど効果が少なくか、もしくは毒性が多いか、入手が困難なものになっている。通常は、多剤耐性抗結核薬の内1つの耐性菌（例えばピラジナミド）は、その種類の薬、全ての耐性菌株を意味している。注目に値する例外としては、リファブチンがある。リファンピシンの耐性菌株は、リファブチンの耐性菌株を意味せず、ラボではこれを試験すべきである。リファブチンが例外という意味は、数多い薬の種類の中で1つの薬のみを使用して処方する意味となる。もしそれが難しく、5つの薬を取り扱うことで、医療者達は高レベルなイソニアジド耐性菌を探すことになるでしょう。もし株が低レベルのイソニアジド耐性の場合（耐性菌0.2mg/l.INH 感受性薬1.0mg/l.INH）、高容量イソニアジドは養成法の1部分として使用が可能だろう。薬を数える時、ピラジナミドとインターフェロンはゼロとして数える。それはピラジナミドを加える時は、ピラジナミドを含む4つの薬から使用し、他の薬を選ぶ事で5つにすること。注射剤は1つ以上使用することは出来ない（ストレプトマイシン、カプレオマイシン、アミカシン）。理由は、これらの有毒な効果加えて、注射剤が添加物になるからである。もし可能であれば、アミノグリコサイドは毎日、最小量を3ヶ月投与すべきである。シプロフロキサシンは結核の処方に使用すべきではないが、もし他にフルオロキノロンは利用可能。
MDR-TBで確証された養成法は途切れなく、臨床経験は注射薬剤を週に5日という劣った結果には見えなかった。直接監視下療法はMDR-TBにおいて確実な改善結果をはじき出し、DOTSはMDR-TBの治療において不可欠な部分であると考えるべきである。

MDR-TBの処方における患者の薬剤耐性反応は、痰客標本の為の細菌培養を繰り返ししなければならない（可能であれば月1回）。MDR-TBのための処方は最小で18か月と患者が陰性反応をしている間、止める事なく最小で9ヶ月間。それは通常、MDR-TBの患者達の処置は2年もしくは、それ以上に及ぶ。MDR-TBの患者は可能であれば、ネガティブ・プレッシャー・ルーム（部屋から部屋への二次汚染を防ぐために病院で使われる隔離技術）で分離するべきである。MDR-TBの患者は、免疫抑制された患者として同じ病棟に同棟させるべきではない（HIVに感染した患者や免疫抑制薬で納められた患者も含めて）。
MDR-TBの処置を承諾し、患者の監視を厚くすることはMDR-TBの治療において重要である（何人もの医者たちはこの理由によりのみ入院するべきと主張する）。何人かの医者達は患者達を血清が陰性に汚れるか、血液培養が陰性になるまで単離すべきと主張している（何か月～何年もの間）。病院にMDR-TB患者を週1回（もしくは月1回）に死について現実的な意見、医者の領域における不可能な箇所や医師達の患者に対する医学的処置判断の最終決定を促す。医師達は治療の上での薬品管理・監視（アミノグリコシドを特に）を全開にして、患者の状態の監視や有毒な効果を避けること、その両方をすべきである。いくつかの補足薬は、結核処置の中の付属物として数え上げられるかもしれない、MDR-TBの処方、その目的の内の1つとして数えられるが、5つの薬としてはカウントされない（もし養成法の4つの薬として使用しているなら、アルギニンやビタミンDもしくは両方を加えると有益かもしれない）。
- アルギニンは臨床で証明された薬品（ピーナツは良い資源）[88]
- ビタミンD（試験管の中で効果が証明されている）[89]

下記の薬品群は無理やり、そしてその効果は不確かなものだが使用しているものである。これらは上の5つの薬品として可能性はありませんが使用している。
- イミペネム(en)[90]
- アモキシシリン[91][92]
- クロファジミン[93][94][95]
- プロクロルペラジン[96]
- メトロニダゾール[97]

2012年11月28日、アメリカのアメリカ食品医薬品局（FDA）はベダキリン(en)を多剤耐性結核の処方薬として認可した、新しい処方薬の最初の40年になる（サチュロとしてジョンソン・エンド・ジョンソンが販売している）。サチュロは患者へ組み合わせ療法として使われているが、標準的な処置としては外されているものの、他の追随を許さない。サチュロはアデノシン三リン酸合成酵素（ATP合成酵素）の抑制剤であり、薬により実験的な合成剤は商業的に利用できない、実験的な薬は治験薬として製造されたり、同情的な意味合いがある。効用と安全性は知られていない
- プレトマニド(en)[100]

ノバルティスとして製造されたり、TB同盟(en)をパートナーにして開発している）。MDRT-TBの処置で増加傾向にある外科的な手術（肺葉切除もしくは肺切除）は、MDR-TBの罹った早期もしくは、後期とまだ定義が明らかにはされていない状態ではあるが有効な処置である。

## 治療ミス
患者達の治療ミスについては、患者をすり替えたために起こる医療ミスとを区別しなければならない。患者達は結核処置により結核が治り始めて、症状が軽くなったため、コースを終わらせた後は、治療ミスが分かった時にでも治療ミスとして分類しないものである。しかし、患者のすり替えと下記の区分に分かれたものについては議論が必要だ。患者達は治療ミスについて#処置をしたが、症状を見るとミスだと分かった（咳をしたり、血清製品を処置全体に渡って未だに使用している）もしくは#経験のみで処置の後治癒がつかの間のものだった（患者は最初良好になるが、ぶり返すことで治療の間中に良好状態と悪化をぶり返すことが起こる）治療ミスには似通った共通性はなく、それは結核処置の治癒反応の事ではない。これは養成法にある薬の全てが、耐性から基づく人間の体が薬に抵抗性を持つという事を含んでいるからである。患者達は処置のどの反応がミスがだったのか、自分達が飲んだ薬かどうかについて、処方が出された最初に質問をすべきである。そして、それは患者達の処置と症状の経過を病院に委託するためである。血液、もしくは尿のサンプルは、結核薬の吸収不良のためにチェックが必要かもしれない。もし、結核薬のいろいろな検査結果を知ることが出来るのであるなら、患者達は処方を完全に迎え受け、他の診断（おそらく結核の診断に加えることで）を受けることにより見込みがかなり高くなる。患者達は自身の診断は、結核菌の培養と感受性検査のための患者達からの批評と自身の標本を見ることができるようにすべきである。患者達は症状が良好になり再発して悪くなることは、同様に症状に固執することで結核の治療についての質問をして、声に挙げるべきである。もしその固執が結核の耐性にまで及ぶのであれば、MDR-TBを含めて確認が必要とされる。標本さえ、結核の処置を始める前に微生物学的な知識を得て勉強すべきである。処方箋の間違いや投与ミスは、患者の不健康状態を医者が説明することで治療ミスとなる。免疫防御があるために、結核薬を処方して診断が無反応という事は稀な事例である。患者の小さな体調不良では、治療ミスは極端には生物学的変化の反射なので、小さな体調不良では原因判断できないということが分かる。

## 代替治療
患者達は代替治療で結核治療を改善して欲しいと言ってくる、しかし、結核治療を止めた後は症状がぶり返すだけである。患者達は処置の間のつかの間の症状の改善があるため、患者達は治療ミス等については言ってこないだろう。全ての結核処置養成法に小さな代替率を変えることで症状が良好になることには関係がある。その代替処置は決まって100％迎えられる（標準的な養成法2HREZ/4HRは、試行状態下では2-3％代替可能）。主な代替処置は最後の6ヶ月に起こる。患者達は代替処置を好み、信頼できない、普通ではない薬物療法を取り入れる。代替治療をした患者達の耐性菌の確率はより高く、全ての努力は感受性菌のための株菌培養になり、見本例（標本等）の獲得に至らなければならない。感受性菌とは、化学薬剤、抗生物質などの医薬品、農薬やバクテリオファージなどによって発育阻止および殺菌、溶菌を受けやすい細菌や糸状菌のことを指す。ほとんどの患者達は感受性菌を代替した、感受性菌の代替治療は可能である。これらの患者達は感受性菌の代替治療が無いため再感染した。患者達は以前と同じ養成法で再処置を行った（薬が無いため養成法を追加し、長期の治療の必要はなかった）。WHOは微生物学的には利用不可の場合は、2SHREZ/6HREの養成法を推奨している（主要各国の結核はその土地特有の風土のため、感染率が高かった）。この養成法は最適な処方としてデザインされており、感受性菌結核（ほとんどの患者に共通なのは代替療法）と同様、イソニアジド耐性結核の処方もカバーされたものだった。一生涯続く代替療法のリスクのため、すべて患者達は結核の兆候を警戒をすべきである。

## 社会と文化
2010年、他の国比べてインドで結核に罹った患者が多数報告されている。 
インド政府の個人健康部門での結核の診断と処置に対する厳しいミスがあったのが発覚して、人口の50％近くが結核に罹った。それ故に、インドの個人健康部門に政府の公共プログラムが施行され、政府を通じて結核に罹った患者へのプログラムにより、効果的に結核患者が減った。加えて、マウラヤの治験で2013年に結核の治療について証明された指導方法により、インドでの多剤耐性結核の病気としての重荷と、多剤耐性結核検査での症状の変化を監視、調査、管理が行われた。

## 治療の試み
結核がある地域は、高い風土病が蔓延しており、通常では出会わない熱を伴った患者がおり、感染の元を探せない。医師達はその時、広域の調査後に全ての病気から除かれた、結核処置の試み（トライアル）を頼りにしている 。養成法では最小3週間のHEZ、リファンピシンとストレプトマイシンは養成法から省かれる。これらは広い抗菌スペクトラムで（抗生物質と細菌の有効性のこと、一つの抗生物質が、数多くの細菌に効けば、抗菌スペクトルが広いと言われる。逆に、限られた細菌にしか効かない場合、抗菌スペクトルが狭いと言わる）、
他3つの第一選択薬は、マイコバクテリア感染症(en)のみに取り扱う薬だからである。
風土病を伴う熱の解決は、3週間の薬による処置の後、オカルト的な結核治療のケース例が存在する。患者は習慣上の結核の処置を変更すべきである(2HREZ/4HR)。もし、風土病を伴う熱は処置の3週間が経っても解決しない時、彼の熱は別のケースが理由として考えられる。
このアプローチはWHOによって推奨されておらず、ほとんどの国で同じ治療方法になる。

## 外科管理
外科は1930年代以来、結核管理における重要な役割を持つ。

### 外科的治療の歴史
最初の結核処置の成功事例は全て外科でのものだった。外科の医者達は、空洞化した結核の、その空洞化を閉じる事を観察出来れば、完治に至るという考えが基となる。外科的な治療は、故に直接に空洞化した肺を開けて治すものであった。手順としては全てが抗生物質誕生前の時代もので、結核治療での外科の目的は酸素の組織を奪うという、その当時の外科医でも信じていた神話が存在した。身体組織が無酸素状態でも生き残るという事はよく知られている事だった。外科的な治療の順序は21世紀の基準と照らし合わせてみると、野蛮なものだと考えられるかもしれない。結核に対する外科的な処置は病気の潜在的な治癒方法の可能性を表し、この時代の結核という病気は、2000年代の肺癌の死亡率と同じに悪いものだという事を思い出さなければならない。
結核の再発、もしくは治りづらい気胸
外科的な結核の処置の中で最も単純で素早く行う順序は、肋膜の隙間に空気を誘導する事で、肺を衰弱させ空洞化させることである。通常の自然な気胸の解決とこの順序は毎週繰り返すことで空洞化を促すことができる。
横隔神経の破壊
横隔神経（横隔膜への供給）を切除もしくは、破壊する事で永遠に無力にする。横隔膜を無力にする事で肺を衰弱をさせ、そして空洞化を埋め尽くす。
胸郭成形術
肺尖の中で空洞化した時に胸郭形成術を行う。6-8のあばら骨は破壊され、胸の空洞化で肺の下が衰弱する。これは治療を台無しにする操作だった。しかし、外科的処置の繰り返された順番を避ける必要があった。ノヴォシビルスク（ロシア）の、骨形成の胸郭形成術（胸膜外胸郭形成術の変種）は、結核の複雑な空洞化の患者に死亡する最後50年間まで使用され続けられた。なぜなら、肺切除は禁忌とされていたからである。
充填術
充填術によって、治療を台無しにする操作を減らす必要があった。充填によって、肺の空洞化した中に磁製ボールを詰め合わせ、胸の空洞化は肺の下を衰弱させる。結核の場合は、肺の横隔膜等から取った膜を縫い合わせる。感染した肺の外科切除は、1930年～1940年の間では非常に稀な試みであり、極端に高い週術期死亡率（周術期は、入院、麻酔、手術、回復といった、患者の術中だけでなく前後の期間を含めた一連の期間）を誇った。

### 現代の外科管理
現代、結核の外科処置は多剤耐性結核の為の限られた処置として活用されている。MDR-TBの患者は、数か月の処置の後、多剤耐性株菌の陽性培養を残し、肺葉切除もしくは肺切除を助言される可能性がある。目的は感染された組織の切除にある。外科医は、とても重症になりえる精神的不健康状態を作り出してしまう 。アメリカで最も外科的な結核処置の実績がある、コロラド、デンバーにある、ナショナル・ジェウィシュ・メディカル・アンド・リサーチセンター（1983-2000）。彼らは172人の患者達に180件の処置を施し、98件の肺葉切除術と82件の肺切除術を行った。彼らの出術死亡率は3.3％、6.8％の誤操作による死亡、12％の精神的不健康状態（特に呼吸困難）。91人の患者は外科以前に細菌の培養を行って、外科手術後、4人には陽性培養によって結核菌を殺菌している。結核の治療によるいくつかの合併症は、喀血や肺の破壊、気管支拡張肺と蓄膿症（胸膜膣の膿集中）によって再発したかのようになり、外科処置を受ける必要がある。肺外結核の外科医は診断書を作る必要がある（治療よりも効果がある）リンパ節の外科的切除、膿瘍の排水、組織生検等の診断書である。結核菌培養のためのサンプルは、研究所に殺菌したポット（例えば水、生理食塩等付加的なもの無し）を送るべきであり、水溶性細菌培養の可能性が促されて、サンプルを使った標本は外科的な順番に従って消化されていくが、これにより改善が引き起こされるかもしれない。
脳脊髄性結核は、外科医は脊髄の安定性（骨質を多くして拡張性を持たせる）を指示したが、もしかして脊髄は結核菌によって侵されている恐れがある。外科的処置により結核性脳腫の治療的排水もしくは、膿の塊は処置をすることにより、余地を残して解決することを指し示していた。結核性髄膜炎、水頭症（脳脊髄液の産生・循環・吸収などいずれかの異常により髄液が頭蓋腔内に貯まり、脳室が正常より大きくなる病気）は、合併症と心臓の心室へメスを入れて別の血管に流すか、排水をさせる必要があるかもしれない。

## 結核の栄養学
栄養失調として知られている状態は、結核と共にあると気分が良くないという強いリスク要因になり 、結核それ自体は栄養失調のリスク要因となる。そして栄養失調の結核患者は（ボディマス指数（BMI）は18.5より少ない）死のリスクさえ増し、抗生療法と共に処置を施す 。ボディマス指数とは、体重と身長の関係から算出される、ヒトの肥満度を表す体格指数である。一般にBMI と呼ばれる。栄養失調と結核の間に関係される知識は、広く行われている細菌培養と診断上の遅延と処置への執着の、主に3つを改善する。血中濃度の微量元素（自然界（一般的には地殻内）に多く存在する元素（主要元素 (major element) ともいう）に対して、ppm単位以下の微量にしか存在しない元素を指す）の少なさに関わらず、血中濃度が低い人は結核について活発な処置をスタートしたほうが良いかと思われる。35個に及ぶコクラン共同計画の批評では、試みをした調査としては不十分な自由な食物の供給ルート、（結核）処置の結果について考えると、エネルギー供給が改善されたという事実が分かった。しかし、おそらく栄養の補給は、補給内容の比重を変えることで（※参照記事）症状を改善することができます。

### ビタミンDと結核の疫学
ビタミンD不足は結核のリスク要因となる。
 
ビタミンD不足は結核との闘いに必要な体の能力を害する。

ビタミンDを処方した場合に結核を防げるという臨床的な証拠はない

ビタミンDのレベルを減少させた説明は、結核によるアフリカンアメリカンの感受性菌を増加させた。
 
尋常性狼瘡（肌の結核）に光線療法は効果的という説明があるかもしれない。
（1903年にノーベル賞受賞したニールス・フィンセンが探した）肌を太陽の光に充てると自然とビタミンDが産出されるため。結核処置自体にビタミンDレベルの減少は関係する。
 
ビタミンDは臨床診療の問題になっていない

西アフリカでビタミンD受容体の中に遺伝子的な違いが発見され、

グジャラート州と

中国人の中で発見された。
 
人口が指し示した結核の感染しやすさについて、ビタミンDを補給することはその感染率に影響を及ぼすはずである。しかし、人口が表すビタミンDを補給する事についてのデータはない（通常のビタミンDレベルに人々は追加のビタミンDを摂取する）。また、結核への感染しやすい影響を及ぼすデータもない。

### ビタミンDと結核処置
ビタミンDを結核患者達への投与は患者達の身体に有益かもしれない。ビタミンDを補給することは、結核についての処方の終了点としての血清培養には有益性はなく、

結核患者への通常のビタミンDレベルを保つことにも有益な証拠提供はない。

TaqI（タックワン：II型の制限酵素の一種である。高度好熱細菌 Thermus aquaticus から1978年に単離された、耐熱性酵素）ビタミンD受容体の“tt”遺伝子型患者の部分集合はビタミンD欠乏であり、ビタミンD補給は血清培養変換（culture conversion＝細菌培養を結核菌がしなくなり、陰性へと変化する為結核が治ったかのベンチマークの1つ）早めることになる。ビタミンDの代替薬の結果が、つまりその黄金の標準（The gold standard）という代わりになり、ビタミンDの真の有益性は現在も知られていない。

それは19世紀の中期に記されている肝油（豊富なビタミンD）が結核患者を改善させた記録がある。

この結核への免疫反応の増大のメカニズムは、
ビタミンDの追加により単球の力が増大する事で、マクロファージが“M型結核菌”や“in vitro”(試験管内における＝非生体内で試験管や培養容器内など人工的な環境における反応系をいう)を殺し、

それと同様に人の免疫システムの潜在的な有害効果を改善する。

### その他
- アルギニンはいくつもの医療的証拠があり、結核の薬としては免疫賦活剤として使用しています。

## 潜伏結核
潜伏結核に感染した（LTBI）の処置は、結核感染は進行する病気のため、リスクを減らすことによって結核をコントロールすることと排除することの両方が必要不可欠になります。“予防治療”と”科学的予防法”という単語は、イギリスで10年間好まれて使われてきた。それには人々に薬物療法を与えるということが含まれており、病気は進行形だけではないという意味と現在の症状は良好という理由からである。原始的な観点から、処置というものは人々の気分が悪くなる事から防ぐという意味合いがある。“潜伏結核処置”の単語は、アメリカで好まれており、薬物療法では感染を防ぐことはできない。潜伏結核処置には静的感染をして症状が出てくる事を防ぐことができる。アメリカで感じることは“LTBIの処置”という単語は人々を説得する事により広域な実施を促進させる、彼らは病気になっているが為に処置を受けている。LTBIの処置という語が他の語を突き抜けてより好まれているため、人々に他の語で説得する理由が他にない。静的な結核（潜伏結核）から動的な結核を排除して査定することは必要不可欠であり、LTBI処置の前に排除・査定を実行している。誰かの動的な結核は、LTBIの処置を施す事に対する深刻な間違いの原因になる。適切な結核処置をしないことは、薬剤耐性菌の発展リスクになりえる。
潜伏結核にはいくつか養成法があります。
- 9H-9か月イソニアジドを投与していくことは、金の標準であり、93％の効果がある。
- 6H-6ヶ月イソニアジドを投与は地方の結核プログラムであり、その対費用効果と患者達には快く迎えられた。

これはイギリスで通常使われて、現在も推奨されている養成法である。しかしアメリカのガイドラインでは外されており、結核のレントゲン写真の証拠では子供もしくは人に使用されている（古い繊維化障害＝線維化とは内臓などの組織を構成している結合組織と呼ばれる部分が異常増殖する現象のこと、69％効果的）。
- 6-9H2週2回の養成法、上記2つの処方はDOTS（直接監視下短期科学療法）の下で管理されている、標準的なものを変化させた養成法になる。
- 4R-4ヵ月のリファンピシン投与はイソニアジドが利用できない場合や、イソニアジド耐性結核へ曝された場合と病識がある場合になる。
- 3HR-イソニアジドとリファンピシンは3ヶ月は投与する必要がある。
- 2RZ-リファンピシンとピラジナミドを2ヶ月の養成法はもはやLTBI処置には推奨していない。なぜなら薬剤誘導肝炎と死のリスクが大幅に増加するためである。[146][147]
- 3RPT/INH-3ヶ月1週間にリファペンチンとイソニアジドを投与する。[1][2]

処置の有効性を証明する

2000年、コクランレビューでは11の二重盲検法（実施している薬や治療法などの性質を、医師（観察者）からも患者からも不明にして行う方法）を含んだランダム化した治験を73,375人の患者を対象にして行った（潜伏結核に対するものでイソニアジドを6ヶ月と12ヶ月コース）。HIV陽性と患者は、現在と以前の結核に対する処置方法は除外された。主要な結果としては、0.40の値を持つ相対的危険度（PR）（95％の信頼区間（CI）では0.31～0.52）が動的結核の発展は2年もしくは長期の期間を越えて、イソニアジド処置の患者
に、6ヶ月もしくは12ヶ月の両者の処置を比べてみた時の相対的危険度では、両者の間には意義のある違いは見いだせなかった（相対的危険度0.44。95％CI 0.27-0.73は6ヶ月、相対的危険度と0.38、95％CI0.28-0.5は12ヶ月）。相対的危険度とは、疫学における指標の1つで、「相対リスク」とも呼ばれ、暴露群と非暴露群における疾病の頻度を比で表現したもの。そのまま比率として表すが、百分率で表す場合もある。暴露群の発生率を非暴露群の発生率で割ることにより求めることができ、暴露因子と疾病発生との関連の強さを示す指標になる。2013年、コクランにより出版された体系的な批評によると、リファマイシンとイソニアジドの単剤療法を比較した場合（単剤療法と組み合わせ療法）、HIV陰性人口の中の患者でも動的な結核を防げることが記事になっている。この証拠が示唆しているのは、短期リファンピシン養成法は（3.4ヶ月）高いレベルの処置を完遂でき、イソニアジドと比較した場合にわずかな副作用がみられることだった。しかしながら、証拠の文章の質自体はGRADE（en）団体の評価では“低レベルから中程度”であった
 。別のメタアナリシス（複数の研究の結果を統合し、より高い見地から分析すること、またはそのための手法や統計解析のことである）でも類似した結論となった。すなわちリファマイシンを含む養成法では3ヶ月もしくはより長期の期間では、結核の再活性を防げるという良い結論となった。

## 近年の研究
動物からの治験でもいくつかの証拠がある。そして治験の結果がモキシフロキサシンを含む養成法を提案をしている。4ヵ月と同じ位短い間の療法は、6ヶ月間のおなじみの療法と同じ効果があり、バイエルは現在、TB同盟と協力して治験のフェーズIIに取り組んでおり、結核の短期処置を評価している
。励みとなるのは、バイエルがもし治験に成功した場合、バイエルはドイツにおいてモキシフロキサシンを入手可能で、利用しやすくする機会を作ると約束している。

## その他
- 世界結核デー
- ツベルクリン
- 結核予防会
- 神田病院

## 国家的及び国際的なガイドライン
- ^ World Health Organisation (2003) (PDF). Treatment of Tuberculosis: Guidelines for National Programmes.
- ^ Tuberculosis Coalition for Technical Assistance (The Hague) (2006). International Standards for Tuberculosis Care.
- ^ National Institute for Health and Clinical Excellence (UK) (2006). Tuberculosis: Clinical diagnosis and management of tuberculosis, and measures for its prevention and control.  オリジナルの2007-09-29時点におけるアーカイブ。.
- ^ American Thoracic Society, Centers for Disease Control and Prevention, Infectious Diseases Society of America (2003) (PDF). Treatment of Tuberculosis.
- ^ Centers for Disease Control and Prevention (2000). “Targeted Tuberculin Testing and Treatment of Latent Tuberculosis Infection” (PDF). American Thoracic Society 161 (4 Pt 2):  S221?47. doi:10.1164/ajrccm.161.supplement_3.ats600. PMID 10764341.

## 関係書目
1. 1 2  Sterling T. R., Villarino M. E., Borisov, Chaisson R. E. (2011). “Three months of rifapentine and isoniazid for latent tuberculosis infection”. New England Journal of Medicine 365 (23):  2155?2166. doi:10.1056/nejmoa1104875. PMID 22150035.
2. 1 2  World Health Organization. Guidelines on the management of latent tuberculosis infection. WHO/HTM/TB/2015.01. Geneva: World Health Organization; 2015.
3. ↑  a) ftp://ftp.cdc.gov/pub/nchstp/tb/...web/.../3.0%20Drug%20Resistance.ppt,b%5B%5D) http://harrisons.unboundmedicine.com/harrisons/ub/view/Harrisons-Manual-of-Medicine/148139/all/Antituberculosis_Treatment_Regimens_%5Btable%5D
4. ↑  Multidrug and extensively drug-resistant TB (M/XDR-TB) Drugs Used in the Treatment of Tuberculosis
5. ↑  “Streptomycin Treatment of Pulmonary Tuberculosis: A Medical Research Council Investigation”. British Medical Journal 2 (4582):  769?82. (October 1948). doi:10.1136/bmj.2.4582.769. PMC 2091872. PMID 18890300.
6. ↑  “Empirical treatment with a fluoroquinolone delays the treatment for tuberculosis and is associated with a poor prognosis in endemic areas”. Thorax 61 (10):  903?08. (October 2006). doi:10.1136/thx.2005.056887. PMC 2104756. PMID 16809417.
7. ↑  David HL (November 1970). “Probability Distribution of Drug-Resistant Mutants in Unselected Populations of Mycobacterium tuberculosis”. Applied Microbiology 20 (5):  810?14. PMC 377053. PMID 4991927.
8. ↑  British Thoracic Society (October 1984). “A controlled trial of 6 months' chemotherapy in pulmonary tuberculosis. Final report: results during the 36 months after the end of chemotherapy and beyond.”. British Journal of Diseases of the Chest 78 (4):  330?36. doi:10.1016/0007-0971(84)90165-7. PMID 6386028.
9. ↑  Ormerod LP, Horsfield N; Horsfield (July 1987). “Short-course antituberculous chemotherapy for pulmonary and pleural disease: 5 years' experience in clinical practice”. British Journal of Diseases of the Chest 81 (3):  268?71. doi:10.1016/0007-0971(87)90160-4. PMID 3663498.
10. ↑  East AFrican/British Medical Research Councils (1986). “Controlled clinical trial of 4 short-course regimens of chemotherapy (three 6-month and one 8-month) for pulmonary tuberculosis: final report. East and Central African/British Medical Research Council Fifth Collaborative Study”. Tubercle 67 (1):  5–15. PMID 3521015.
11. 1 2 3  Elzinga G, Raviglione MC, Maher D; Raviglione; Maher (March 2004). “Scale up: meeting targets in global tuberculosis control”. Lancet 363 (9411):  814?19. doi:10.1016/S0140-6736(04)15698-5. PMID 15016493.
12. ↑  Cohn DL, Catlin BJ, Peterson KL, Judson FN, Sbarbaro JA; Catlin; Peterson; Judson; Sbarbaro (March 1990). “A 62-dose, 6-month therapy for pulmonary and extrapulmonary tuberculosis. A twice-weekly, directly observed, and cost-effective regimen”. Annals of Internal Medicine 112 (6):  407?15. doi:10.7326/0003-4819-76-3-112-6-407. PMID 2106816.
13. 1 2  Dye C, Watt CJ, Bleed DM, Williams BG; Watt; Bleed; Williams (2003). “What is the limit to case detection under the DOTS strategy for tuberculosis control?”. Tuberculosis 83 (1?3):  35?43. doi:10.1016/S1472-9792(02)00056-2. PMID 12758187.
14. ↑  Grange JM; Zumla A (June 2002). “The global emergency of tuberculosis: what is the cause?”. The Journal of the Royal Society for the Promotion of Health 122 (2):  78?81. doi:10.1177/146642400212200206. PMID 12134771.
15. ↑  Harries AD, Jahn A, Zachariah R, Enarson D; Jahn; Zachariah; Enarson (June 2008). “Adapting the DOTS framework for tuberculosis control to the management of non-communicable diseases in sub-Saharan Africa”. PLoS Medicine 5 (6):  e124. doi:10.1371/journal.pmed.0050124. PMC 3280072. PMID 18547138.
16. ↑  Iseman MD (November 1998). “MDR-TB and the developing world--a problem no longer to be ignored: the WHO announces 'DOTS Plus' strategy”. The International Journal of Tuberculosis and Lung Disease 2 (11):  867. PMID 9848604.
17. ↑  Sterling TR, Lehmann HP, Frieden TR; Lehmann; Frieden (March 2003). “Impact of DOTS compared with DOTS-plus on multidrug resistant tuberculosis and tuberculosis deaths: decision analysis”. BMJ 326 (7389):  574. doi:10.1136/bmj.326.7389.574. PMC 151519. PMID 12637401.
18. ↑  Campbell IA, Ormerod LP, Friend JA, Jenkins PA, Prescott RJ; Ormerod; Friend; Jenkins; Prescott (November 1993). “Six months versus nine months chemotherapy for tuberculosis of lymph nodes: final results”. Respiratory Medicine 87 (8):  621?23. doi:10.1016/S0954-6111(05)80265-3. PMID 8290746.
19. ↑  Upadhyay SS, Saji MJ, Yau AC; Saji; Yau (August 1996). “Duration of antituberculosis chemotherapy in conjunction with radical surgery in the management of spinal tuberculosis”. Spine 21 (16):  1898?903. doi:10.1097/00007632-199608150-00014. PMID 8875723.
20. ↑  Darbyshire, J.; Darbyshire, J (1999). “Five-year assessment of controlled trials of short-course chemotherapy regimens of 6, 9 or 18 months' duration for spinal tuberculosis in patients ambulatory from the start or undergoing radical surgery. Fourteenth report of the Medical Research Council Working Party on Tuberculosis of the Spine”. International Orthopaedics 23 (2):  73?81. doi:10.1007/s002640050311. PMC 3619789. PMID 10422019.
21. ↑  Parthasarathy R, Sriram K, Santha T, Prabhakar R, Somasundaram PR, Sivasubramanian S; Sriram; Santha; Prabhakar; Somasundaram; Sivasubramanian (May 1999). [http://bjj.boneandjoint.org.uk/content/81-B/3/464 “Short-course chem
therapy for tuberculosis of the spine. A comparison between ambulant treatment and radical surgery--ten-year report”]. The Journal of Bone and Joint Surgery. British Volume 81-B (3):  464?71. PMID 10872368.
22. ↑  “Tuberculous Meningitis: A 30-Year Review”. Clin Infect Dis 17 (6):  987–94. (1993). doi:10.1093/clinids/17.6.987. PMID 8110957.
23. ↑  “Polymorphonuclear pleocytosis in the cerebrospinal fluid during chemotherapy for tuberculous meningitis”. J Neurol 233 (4):  237?41. (1986). doi:10.1007/BF00314027. PMID 3746363.
24. ↑  “Central nervous system tuberculosis after resolution of miliary tuberculosis”. Pediatr Infect Dis J 17 (6):  519?23. (1998). doi:10.1097/00006454-199806000-00019. PMID 9655548.
25. ↑  Misra, U.K.; Kalita, J.; Nair, P.P. (2010). “Role of aspirin in tuberculous meningitis: a randomized open-label placebo-controlled trial”. J Neurol Sci 293:  12–17. doi:10.1016/j.jns.2010.03.025.
26. ↑  “Tuberculous meningitis: take an aspirin and call me in the morning?”. Clin Infect Dis 51 (12):  iv. (2010). doi:10.1086/657238.
27. ↑  “Dexamethasone for the treatment of tuberculous meningitis in adolescents and adults”. N Engl J Med 351 (17):  1741–51. (2004). doi:10.1056/NEJMoa040573. PMID 15496623.
28. ↑  “Novel adjunctive therapies for the treatment of tuberculosis”. Current Molecular Medicine 14 (3):  285–395. (2014). doi:10.2174/1566524013666131118112431. PMC 4484774. PMID 24236454.
29. ↑  “The use of thalidomide in the treatment of intracranial tuberculomas in adults: two case reports”. J Infect 47 (3):  251–55. (2003). doi:10.1016/S0163-4453(03)00077-X. PMID 12963389.
30. ↑  “Dietary constituents and rifampicin absorption”. Tubercle 68 (2):  151?52. (June 1987). doi:10.1016/0041-3879(87)90034-1. PMID 3660467.
31. ↑  “Pharmacokinetics of rifampin under fasting conditions, with food, and with antacids”. Chest 115 (1):  12?18. (January 1999). doi:10.1378/chest.115.1.12. PMID 9925057.
32. ↑  “Effect of meals on rifampicin absorption”. Lancet 2 (7874):  197?98. (July 1974). doi:10.1016/S0140-6736(74)91487-1. PMID 4135611.
33. ↑  “Pharmacokinetics of isoniazid under fasting conditions, with food, and with antacids”. The International Journal of Tuberculosis and Lung Disease 3 (8):  703?10. (August 1999). PMID 10460103.
34. ↑  “Food reduces isoniazid bioavailability in normal volunteers”. The Journal of the Association of Physicians of India 39 (6):  470?71. (June 1991). PMID 1938852.
35. ↑  “Study of the effect of concomitant food on the bioavailability of rifampicin, isoniazid and pyrazinamide”. Tubercle and Lung Disease 76 (2):  109?13. (April 1995). doi:10.1016/0962-8479(95)90551-0. PMID 7780091.
36. ↑  “Pharmacokinetics of pyrazinamide under fasting conditions, with food, and with antacids”. Pharmacotherapy 18 (6):  1205?11. (1998). doi:10.1002/j.1875-9114.1998.tb03138.x. PMID 9855317.
37. ↑  “Pharmacokinetics of Ethambutol under Fasting Conditions, with Food, and with Antacids”. Antimicrobial Agents and Chemotherapy 43 (3):  568?72. (March 1999). PMC 89161. PMID 10049268.
38. ↑  http://www.iblogscience.com/incidence-of-extrapulmonary-tb-trending-upward-2/
39. ↑  Gallardo, CR; Rigau Comas, D; Valderrama Rodriguez, A; Roque I Figuls, M; Parker, LA; Cayla, J; Bonfill Cosp, X (17 May 2016). “Fixed-dose combinations of drugs versus single-drug formulations for treating pulmonary tuberculosis.”. The Cochrane Database of Systematic Reviews 5:  CD009913. doi:10.1002/14651858.CD009913.pub2. PMC 4916937. PMID 27186634 2016年6月6日閲覧。.
40. ↑  “Incidence of serious side effects from first-line antituberculosis drugs among patients treated for active tuberculosis”. American Journal of Respiratory and Critical Care Medicine 167 (11):  1472?77. (June 2003). doi:10.1164/rccm.200206-626OC. PMID 12569078.
41. ↑  “Adverse reactions to first-line antituberculosis drugs”. Expert Opinion on Drug Safety 5 (2):  231?49. (March 2006). doi:10.1517/14740338.5.2.231. PMID 16503745.
42. ↑  “Toxic hepatitis with isoniazid and rifampin. A meta-analysis”. Chest 99 (2):  465?71. (February 1991). doi:10.1378/chest.99.2.465. PMID 1824929.
43. ↑  Namasivayam, Sivaranjani (2017). “Longitudinal profiling reveals a persistent intestinal dysbiosis triggered by conventional anti-tuberculosis therapy”. Microbiome 5 (71). doi:10.1186/s40168-017-0286-2. PMC 5501520. PMID 28683818.
44. ↑  Wipperman, Matthew (2017). “Antibiotic treatment for Tuberculosis induces a profound dysbiosis of the microbiome that persists long after therapy is completed.”. Scientific Reports 7 (1):  10767. doi:10.1038/s41598-017-10346-6. PMC 5589918. PMID 28883399.
45. ↑  Hong Kong Chest Service Tuberculosis Research Centre, British Medical Research Council. (1989). “A controlleed trial of 3-month, 4-month, and 6-month regimens of chemotherapy for sputum smear-negative pulmonary tuberculosis: results at 5 years”. Am Rev Respir Dis 139 (4):  871–76. doi:10.1164/ajrccm/139.4.871.
46. 1 2  “Tuberculosis in the UK: Annual report on tuberculosis surveillance in the UK 2010”.  London:  Tuberculosis Section, Health Protection Agency Centre for Infections (2010年11月). 2011年7月1日時点のオリジナルよりアーカイブ。2011年7月4日閲覧。
47. ↑  Dheda, Keertan, ed (2008). “Rapid Molecular Detection of Rifampicin Resistance Facilitates Early Diagnosis and Treatment of Multi-Drug Resistant Tuberculosis: Case Control Study”. PLoS ONE 3 (9):  e3173. doi:10.1371/journal.pone.0003173. PMC 2526158. PMID 18779863.
48. ↑  British Thoracic Association (1982). “A controlled trial of six months chemotherapy in pulmonary tuberculosis. Second report: results during the 24 months after the end of chemotherapy. British Thoracic Association”. Am Rev Respir Dis 126 (3):  460–2. doi:10.1164/arrd.1982.126.3.460. PMID 6751175.
49. 1 2  British Thoracic Society (1984). “A controlled trial of 6 months' chemotherapy in pulmonary tuberculosis. Final report: results during the 36 months after the end of chemotherapy and beyond. British Thoracic Society”. Br J Dis Chest 78 (4):  330–336. doi:10.1016/0007-0971(84)90165-7. PMID 6386028.
50. ↑  British Thoracic Society (1988). “Short course chemotherapy for lymph node tuberculosis: final report at 5 years. British Thoracic Society Research Committee”. Br J Dis Chest 82 (3):  282–4. PMID 3073808.
51. 1 2  “The results of 9-month isoniazid-rifampin therapy for pulmonary tuberculosis under program conditions in San Francisco”. Am Rev Respir Dis 138 (6):  1622–4. (1988). doi:10.1164/ajrccm/138.6.1622.
52. ↑  American Thoracic Society/Centers for Disease Control and Prevention (1994). “Treatment of tuberculosis and tuberculosis infection in adults and children.”. Am J Respir Crit Care Med 149 (5):  1359–74. doi:10.1164/ajrccm.149.5.8173779. PMID 8173779.
53. ↑  American Thoracic Society/Centers for Disease Control/Infectious Diseases Society of America (2003). “Treatment of tuberculosis.”. MMWR. Recommendations and Reports : Morbidity and Mortality Weekly Report. Recommendations and Reports 52 (RR-11):  1–77. PMID 12836625.
54. ↑  Combs DL; O'Brien RJ; Geiter LJ (1990). “USPHS Tuberculosis Short-Course Chemotherapy Trial 21: effectiveness, toxicity, and acceptability. The report of final results”. Ann Int Med 112 (6):  397–406. doi:10.7326/0003-4819-76-3-112-6-397. PMID 2155569.
55. ↑  妊娠および分娩によってもたらされた母体や生殖器の変化が、分娩の終了（医学的には分娩第3期、いわゆる後産期終了）から妊娠前の状態に戻るまでの期間のこと。
56. ↑  “Treatment of Multidrug-Resistant Tuberculosis during Pregnancy: Long-Term Follow-Up of 6 Children with Intrauterine Exposure to Second-Line Agents”. Clin Infect Dis 40 (11):  1689?92. (2005). doi:10.1086/430066. PMID 15889370.
57. ↑  “Drug‐resistant tuberculosis and pregnancy: Treatment outcomes of 38 cases in Lima, Peru”. Clin Infect Dis 48 (10):  1413–19. (2009). doi:10.1086/598191. PMC 4824949. PMID 19361302.
58. ↑  GFRとは糸球体濾過量の略で、フィルターの役目を果たす糸球体が1分間にどれくらいの血液を濾過し、尿をつくれるかを表す。
59. ↑  “Virological response to highly active antiretroviral therapy is unaffected by antituberculosis therapy”. J Infect Dis 193 (10):  1437–40. (2006). doi:10.1086/503437. PMID 16619192.
60. ↑  Jenny‐Avital1 ER, Joseph K (2009). “Rifamycin‐resistant Mycobacterium tuberculosis in the highly active antiretroviral therapy era: A report of 3 relapses with acquired rifampin resistance following alternate‐day rifabutin and boosted protease inhibitor therapy”. Clin Infect Dis 48 (10):  1471–74. doi:10.1086/598336. PMID 19368504.
61. ↑  “Severe cutaneous hypersensitivity reactions during treatment of tuberculosis in patients with HIV infection in Tanzania”. Trop Geogr Med 44 (4):  308–11. (1992). PMID 1284179.
62. ↑  “HIV seroprevalence rate and incidence of adverse skin reactions in adults with pulmonary tuberculosis receiving thiacetazone free anti-tuberculosis treatment in Yaounde, Cameroon”. East Afr Med J 74 (8):  474–77. (1997). PMID 9487410.
63. ↑  World Health Organisation. “WHO Global Task Force outlines measures to combat XDR-TB worldwide”. 2006年10月21日閲覧。
64. 1 2  Centers for Disease Control and Prevention (2006). “Emergence of Mycobacterium tuberculosis with Extensive Resistance to Second-Line Drugs — Worldwide, 2000–2004”. MMWR Weekly 55 (11):  301–05.
65. 1 2  Sarah McGregor. “New TB strain could fuel South Africa AIDS toll”.   Reuters. 2006年9月17日閲覧。[リンク切れ]
66. ↑  “The emergence of drug-resistant tuberculosis in New York City”. N Engl J Med 328 (8):  521–56. (1993). doi:10.1056/NEJM199302253280801. PMID 8381207.
67. ↑  Laurie Garrett (2000). Betrayal of trust: the collapse of global public health. New York: Hyperion. p. 268ff. ISBN 9780786884407
68. 1 2  Farmer Paul (2001). “The Major Infectious Diseases in the World -- To Treat or Not to Treat?”. N Engl J Med 345 (3):  208?210. doi:10.1056/nejm200107193450310. PMID 11463018.
69. ↑  “Extensively drug-resistant tuberculosis in a young child after travel to India”. The Lancet Infectious Diseases 15 (12):  1485?1491. (2015). doi:10.1016/S1473-3099(15)00356-4. PMC 4843989. PMID 26607130.
70. ↑  “Extreme drug resistance in tuberculosis (XDR-TB): global survey of supranational reference laboratories for _Mycobacterium tuberculosis_ with resistance to second-line drugs”. Int J Tuberc Lung Dis 9 (Suppl 1):  S77. (2005).
71. ↑  Centers for Disease Control and Prevention (2006). “Emergence of Mycobacterium tuberculosis with Extensive Resistance to Second-Line Drugs — Worldwide, 2000–2004”. MMWR Weekly 55 (11):  301–05.
72. ↑  “Extensively drug-resistant tuberculosis as a cause of death in patients co-infected with tuberculosis and HIV in a rural area of South Africa”. Lancet 368 (9547):  1575–80. (2006). doi:10.1016/S0140-6736(06)69573-1. PMID 17084757.
73. ↑  Angela Quintal. “314 XDR-TB cases reported in SA”.   Cape Times. 2007年4月4日閲覧。[リンク切れ]
74. ↑  “Extensively Drug-resistant Tuberculosis, Italy and Germany”. Emerging Infectious Diseases 13 (5):  780?82. (2007). doi:10.3201/eid1305.070200. PMC 2738462. PMID 18044040.
75. ↑  News24. “300+ cases of killer TB in SA”. 2007年10月1日時点のオリジナルよりアーカイブ。2006年11月23日閲覧。
76. ↑  “XDR-TB in South Africa: No Time for Denial or Complacency”. PLoS Med 4 (1):  e50. (2007). doi:10.1371/journal.pmed.0040050. PMC 1779818. PMID 17253901.
77. ↑  “Treatment outcomes among patients with multidrug-resistant tuberculosis: systematic review and meta-analysis”. Lancet Infect Dis 9 (3):  153?61. (2009). doi:10.1016/S1473-3099(09)70041-6. PMID 19246019.
78. ↑  “Community-based therapy for multidrug-resistant tuberculosis in Lima, Peru”. N Engl J Med 348 (2):  119?28. (2003). doi:10.1056/NEJMoa022928. PMID 12519922.
79. ↑  Gillespie SH (2002). “Evolution of drug resistance in Mycobacterium tuberculosis: clinical and molecular perspective”. Antimicrob Agents Chemother 46 (2):  267–74. doi:10.1128/AAC.46.2.267-274.2002. PMC 127054. PMID 11796329.
80. ↑  “Rapid Genotypic Detection of Rifampin- and Isoniazid-Resistant Mycobacterium tuberculosis Directly in Clinical Specimens”. J Clin Microbiol 44 (7):  2605?08. (2006). doi:10.1128/JCM.00752-06. PMC 1489488. PMID 16825393.
81. ↑  “Molecular characterization of isoniazid and rifampin resistance of Mycobacterium tuberculosis clinical isolates from Malatya, Turkey”. Microbial Drug Resistance 11 (2):  94–99. (2005). doi:10.1089/mdr.2005.11.94. PMID 15910221.
82. ↑  Steering Group; Ernesto Jaramillo... (2008). Guidelines for the programmatic management of drug-resistant tuberculosis: emergency update 2008 (WHO/HTM/TB/2008.402). Geneva, Switzerland: World Health Organization. p. 51. ISBN 9789241547581
83. ↑  Reljic R (2007). “IFN-gamma therapy of tuberculosis and related infections”. J Interferon Cytokine Res 27 (5):  353–64. doi:10.1089/jir.2006.0103. PMID 17523867.
84. ↑  “Old drug combination in TB fight”. BBC News. (2009年2月27日) 2009年2月27日閲覧。
85. ↑  “Meropenem/Clavulanate and Linezolid Treatment for Extensively Drug-Resistant Tuberculosis”. Pediatric Infectious Disease Journal 30 (9):  812?3. (2011). doi:10.1097/INF.0b013e3182154b05. PMID 21378593.
86. ↑  Ziganshina, Lilia E; Squire, Stephen B (2008). “Fluoroquinolones for treating tuberculosis”. Cochrane Database of Systematic Reviews (1):  CD004795. doi:10.1002/14651858.CD004795.pub3. PMID 18254061.
87. ↑  “Clinical outcome of individualised treatment of multidrug-resistant tuberculosis in Latvia: a retrospective cohort study”. Lancet 365 (9456):  318?26. (2005). doi:10.1016/S0140-6736(05)17786-1. PMID 15664227.
88. ↑  “Arginine as an adjuvant to chemotherapy improves clinical outcome in active tuberculosis”. Eur Respir J 21 (3):  483–88. (2003). doi:10.1183/09031936.03.00090702. PMID 12662006.
89. 1 2  “1,25-Dihydroxyvitamin D3 Induces Nitric Oxide Synthase and Suppresses Growth of Mycobacterium tuberculosis in a Human Macrophage-Like Cell Line”. Infection and Immunity 66 (11):  5314–21. (November 1, 1998). PMC 108664. PMID 9784538.
90. ↑  “Imipenem for Treatment of Tuberculosis in Mice and Humans”. Antimicrob Agents Chemother 49 (7):  2816–21. (2005). doi:10.1128/AAC.49.7.2816-2821.2005. PMC 1168716. PMID 15980354.
91. ↑  “Activity of amoxicillin/clavulanate in patients with tuberculosis”. Clin Infect Dis 26 (4):  874–77. (1998). doi:10.1086/513945. PMID 9564467.
92. ↑  “Early bactericidal activity of amoxicillin in combination with clavulanic acid in patients with sputum smear-positive pulmonary tuberculosis”. Scand J Infect Dis 33 (6):  466–69. (2001). doi:10.1080/00365540152029954. PMID 11450868.
93. ↑  “Chemotherapeutic activity of clofazimine and its analogues against Mycobacterium tuberculosis. In vitro, intracellular, and in vivo studies”. Am J Respir Crit Care Med 151 (4):  1083–86. (April 1, 1995). doi:10.1164/ajrccm.151.4.7697235. PMID 7697235.
94. ↑  “Effective Treatment of Acute and Chronic Murine Tuberculosis with Liposome-Encapsulated Clofazimine” (PDF). Antimicrob Agents Chemother 43 (7):  1638–43. (1999). PMC 89336. PMID 10390215.
95. ↑  Janulionis, E.; Sofer, C; Song, HY; Wallis, RS (2004). [http://aac.asm.org/cgi/reprint/48/8/3133.pdf “Lack of Activity of Orally Administered Clof
azimine against Intracellular Mycobacterium tuberculosis in Whole-Blood Culture”] (PDF). Antimicrob Agents Chemother 48 (8):  3133–35. doi:10.1128/AAC.48.8.3133-3135.2004. PMC 478499. PMID 15273133.
96. ↑  Shubin H; Sherson J; Pennes E; Glaskin A; Sokmensuer A. (1958). “Prochlorperazine (compazine) as an aid in the treatment of pulmonary tuberculosis”. Antibiotic Med Clin Ther. 5 (5):  305–09. PMID 13521769.
97. ↑  “Metronidazole is bactericidal to dormant cells of Mycobacterium tuberculosis”. Antimicrob Agents Chemother 38 (9):  2054–58. (1994). doi:10.1128/AAC.38.9.2054. PMC 284683. PMID 7811018.
98. ↑  “FDA Press Release”.   U.S. Food and Drug Administration (2012年12月31日). 2013年1月3日閲覧。
99. ↑  Carroll, John (2012年12月31日). “J&J wins accelerated OK for first new TB drug in 40 years”.   fiercebiotech.com. 2013年1月3日閲覧。
100. ↑  “A small-molecule nitroimidazopyran drug candidate for the treatment of tuberculosis”. Nature 405 (6789):  962–66. (2000). doi:10.1038/35016103. PMID 10879539.
101. 1 2 3  Anurag Bhargava; Lancelot Pinto; Madhukar Pai (2011). “Mismanagement of tuberculosis in India: Causes, consequences, and the way forward”. Hypothesis 9 (1):  e7. doi:10.5779/hypothesis.v9i1.214.
102. ↑  Harries AD; Hargreaves NJ, Kumwenda J, Kwanjana1 JH, Salaniponi1 FM (2000). “Trials of anti-tuberculosis treatment in areas of high human immunodeficiency virus prevalence in sub-Saharan Africa”. Int J Tuberc Lung Dis 4 (11):  998–1001. PMID 11092710.
103. ↑  “Trials of anti-tuberculosis treatment as a diagnostic tool in smear-negative tuberculosis are of questionable benefit”. Int J Tuberc Lung Dis 4 (11):  997. (2000). PMID 11092709.
104. ↑  WHO. The role of surgery in the treatment of pulmonary TB and multidrug- and extensively drug-resistant TB. WHO: Geneva 2014. p.8
105. ↑  A.P. Naef (December 2003). “The mid-century revolution in thoracic and cardiovascular surgery: Part 2. Prelude to 20th century cardio-thoracic surgery”. Interactive Cardiovascular and Thoracic Surgery 2 (4):  431?449. doi:10.1016/S1569-9293(03)00190-7.
106. ↑  “Treatment and outcome analysis of 205 patients with multidrug-resistant tuberculosis”. Am J Respir Crit Care Med 169 (10):  1103–09. (2004). doi:10.1164/rccm.200308-1159OC. PMID 14742301.
107. ↑  “Pulmonary resection as an adjunct in the treatment of multiple drug-resistant tuberculosis”. Ann Thorac Surg 63 (5):  1368?72. (1997). doi:10.1016/s0003-4975(97)80353-0. PMID 9146329.
108. ↑  “Surgery increased the chance of cure in multi-drug resistant pulmonary tuberculosis”. Eur J Cardiothorac Surg 16 (2):  187–93. (1999). doi:10.1016/S1010-7940(99)00158-X. PMID 10485419.
109. 1 2  “Pulmonary resection for multi-drug resistant tuberculosis”. J Thorac Cardiovasc Surg 121 (3):  448–53. (2001). doi:10.1067/mtc.2001.112339. PMID 11241079.
110. ↑  “A retrospective study for the outcome of pulmonary resection in 49 patients with multidrug-resistant tuberculosis”. Int J Tuberc Lung Dis 6 (2):  143–49. (2002). PMID 11931413.
111. ↑  “Lung resection for multidrug-resistant tuberculosis”. Asian Cardiovasc Thorac Ann 13 (2):  172–74. (2005). doi:10.1177/021849230501300216. PMID 15905349.
112. ↑  “Resectional surgery combined with chemotherapy remains the treatment of choice for multidrug-resistant tuberculosis”. J Thorac Cardiovasc Surg 128 (4):  523–28. (2004). doi:10.1016/j.jtcvs.2004.06.012. PMID 15457152.
113. 1 2  “Surgical treatment of multi-drug resistant pulmonary tuberculosis in 188 cases 耐多藥肺結核188例的外科治療” (Chinese). Chinese Journal of Tuberculosis and Respiratory Diseases 中華結核和呼吸雜誌 29 (8):  524–26. (2006). PMID 17074264.  オリジナルの2016-01-09時点におけるアーカイブ。.
114. ↑  “Lobectomy or pneumonectomy for multidrug-resistant pulmonary tuberculosis can be performed with acceptable morbidity and mortality: A seven-year review of a single institution's experience”. J Thorac Cardiovasc Surg 134 (1):  194?98. (2007). doi:10.1016/j.jtcvs.2007.03.022. PMID 17599508.
115. ↑  “The relationship between malnutrition and tuberculosis: evidence from studies in humans and experimental animals”. Int J Tubercul Lung Dis 8 (3):  286–98. (2004).
116. ↑  Onwubalili JK. (1988). “Malnutrition among tuberculosis patients in Harrow, England”. Eur J Clin Nutr. 42 (4):  363–66. PMID 3396528.
117. ↑  “Poor Micronutrient Status of Active Pulmonary Tuberculosis Patients in Indonesia”. Journal of Nutrition 130:  2953–58. (2000). doi:10.1093/jn/130.12.2953.
118. ↑  “Moderate to severe malnutrition in patients with tuberculosis is a risk factor associated with early death”. Trans R Soc Trop Med Hyg. 96 (3):  291–94. (2002). doi:10.1016/S0035-9203(02)90103-3. PMID 12174782.
119. ↑  Baldwin M; Yori, PP; Ford, C; Moore, DA; Gilman, RH; Vidal, C; Ticona, E; Evans, CA (2004). “Tuberculosis and nutrition: disease perceptions and health seeking behavior of household contacts in the Peruvian Amazon”. Int J Tuberc Lung Dis 8 (12):  1484?91. PMC 2912521. PMID 15636496.
120. ↑  Sinclair, D; Abba, K; Grobler, L; Sudarsanam, TD (9 November 2011). “Nutritional supplements for people being treated for active tuberculosis.”. The Cochrane Database of Systematic Reviews (11):  CD006086. doi:10.1002/14651858.CD006086.pub3. PMC 4981643. PMID 22071828.
121. ↑  “Low serum vitamin D levels and tuberculosis: a systematic review and meta-analysis”. Int J Epidemiol 37 (1):  113?19. (2008). doi:10.1093/ije/dym247. PMID 18245055.
122. ↑  Davies PD (1985). “A possible link between vitamin D deficiency and impaired host defence to Mycobacterium tuberculosis”. Tubercle 66 (4):  301–06. doi:10.1016/0041-3879(85)90068-6. PMID 3936248.
123. ↑  Vieth R (2011). “Vitamin D nutrient to treat TB begs the prevention question”. Lancet 377 (9761):  189, 190. doi:10.1016/S0140-6736(10)62300-8. PMID 21215444.
124. 1 2  “Toll-like receptor triggering of a vitamin D-mediated human antimicrobial response”. Science 311 (5768):  1770–73. (2006). doi:10.1126/science.1123933. PMID 16497887.
125. ↑  Finsen NR (1886). Om anvendelse i medicinen af koncentrerede kemiske lysstraaler. Copenhagen, Denmark: Gyldendalske Boghandels Forlag
126. ↑  “Effect of isoniazid on vitamin D metabolism and hepatic monooxygenase activity”. Clin Pharmacol Ther 30 (3):  363–67. (1981). doi:10.1038/clpt.1981.173. PMID 7273600.
127. ↑  “Effect of rifampicin and isoniazid on vitamin D metabolism”. Clin Pharmacol Ther 32 (4):  525–30. (1982). doi:10.1038/clpt.1982.197. PMID 7116768.
128. ↑  “Calcium metabolism during rifampicin and isoniazid therapy for tuberculosis”. J R Soc Med 75 (7):  533?36. (1982). PMC 1437875. PMID 7086805.
129. ↑  “Long term study of the effect of rifampicin and isoniazid on vitamin D metabolism”. Tubercle 66 (1):  49–54. (1985). doi:10.1016/0041-3879(85)90053-4. PMID 3838603.
130. ↑  Chan TY (1996). “Osteomalacia during rifampicin and isoniazid therapy is rare in Hong Kong”. Int J Clin Pharmacol Ther 34 (12):  533?34. PMID 8996847.
131. ↑  “Tuberculosis and chronic hepatitis B virus infection in africans and variation in the vitamin D receptor gene”. J Infect Dis 179 (3):  721–24. (1998). doi:10.1086/314614. PMID 9952386.
132. ↑  “Influence of vitamin D deficiency and vitamin D receptor polymorphisms on tuberculosis among Gujarati Asians in west London: a case-control study”. Lancet 355 (9204):  618–21. (2000). doi:10.1016/S0140-6736(99)02301-6. PMID 10696983.
133. ↑  ??,?翠英,??明 (2003). “?生素D受体基因多?性与肺?核易感性的病例?照研究 (A case-control study on the vitamin D receptor gene polymorphisms and susceptibility to pulmonary tuberclosis)” (Chinese). 中?流行病学?志 (Chinese Journal of Epidemiology) 24 (5):  389–92. PMID 12820934.
134. ↑  “High-dose vitamin D3 during intensive-phase antimicrobial treatment of pulmonary tuberculosis: a double-blind randomised controlled trial”. Lancet 377 (9761):  242?50. (2011). doi:10.1016/S0140-6736(10)61889-2. PMID 21215445.
135. ↑  “Adjunctive vitamin D for treatment of active tuberculosis in India: a randomised, double-blind, placebo-controlled trial.”. Lancet Infect Dis 15:  528?34. (2015). doi:10.1016/S1473-3099(15)70053-8. PMID 25863562.
136. ↑  “Vitamin D as supplementary treatment for tuberculosis: a double-blind, randomized, placebo-controlled trial”. Am J Respir Crit Care Med 179 (9):  843–50. (2009). doi:10.1164/rccm.200804-567OC. PMID 19179490.
137. ↑  “Tuberculosis and vitamin D: what's the rest of the story?”. Lancet Infect Dis 15:  489?90. (2015). doi:10.1016/S1473-3099(15)70163-5. PMC 4696485. PMID 25863560.
138. ↑  Williams, C. J. B. (1849). “Cod liver oil in phthisis”. London J Med 1:  1–18. doi:10.1136/bmj.s2-1.1.1.
139. ↑  Spector SA (2009). “Vitamin D earns more than a passing grade”. J Infect Dis 200 (7):  1015–17. doi:10.1086/605723. PMID 19673648.
140. ↑  “A single dose of vitamin D enhances immunity to Mycobacteria”. Am J Respir Crit Care Med 176 (2):  208?13. (2007). doi:10.1164/rccm.200701-007OC. PMID 17463418.
141. ↑  “Vitamin D3, gamma interferon, and control of proliferation of Mycobacterium tuberculosis by human monocytes”. Immunology 57 (1):  159–63. (1986). PMC 1453883. PMID 3002968.
142. ↑  “Inhibition by 1,25(OH)2-vitamin D3 of the multiplication of virulent tubercle bacilli in cultured human macrophages”. Infection and Immunity 55 (12):  2945–50. (1987). PMC 260011. PMID 3119492.
143. ↑  “1α,25-dihydroxyvitamin D3-induced monocyte antimycobacterial activity is regulated by phosphatidylinositol 3-kinase and mediated by the NADPH-dependent phagocyte oxidase”. J Biol Chem 276 (38):  35482–93. (2001). doi:10.1074/jbc.M102876200. PMID 11461902.
144. ↑  “IFN-γ- and TNF-independent vitamin D-inducible human suppression of mycobacteria: The role of cathelicidin LL-37”. Journal of Immunology 178:  7190–98. (2007). doi:10.4049/jimmunol.178.11.7190.
145. ↑  “1α,25-dihydroxyvitamin D3 inhibits matrix metalloproteinases induced by Mycobacterium tuberculosis infection”. Immunology 127 (4):  539–48. (2009). doi:10.1111/j.1365-2567.2008.03024.x. PMC 2729531. PMID 19178594.
146. ↑  “Weekly Rifapentine/Isoniazid or Daily Rifampin/Pyrazinamide for Latent Tuberculosis in Household Contacts”. Am J Respir Crit Care Med 173 (8):  922–26. (2006). doi:10.1164/rccm.200512-1953OC. PMC 2662911. PMID 16474028.
147. ↑  “Severe of fatal liver injury in 50 patients in the United States taking rifampin and pyrazinamide for latent tuberculosis”. Clin Infect Dis 42 (3):  346–55. (2006). doi:10.1086/499244. PMID 16392079.
148. ↑  Smieja M. J.; Marchetti C. A.; Cook D. J.; Smaill F. M. (2000). “Isoniazid for preventing tuberculosis in non-HIV infected persons”. Cochrane Database of Systematic Reviews 2:  CD001363. doi:10.1002/14651858.CD001363. PMID 10796642.
149. ↑  “Rifamycins (rifampicin, rifabutin and rifapentine) compared to isoniazid for preventing tuberculosis in HIV-negative people at risk of active TB”. Cochrane Database Syst Rev 7:  CD007545. (2013). doi:10.1002/14651858.CD007545.pub2. PMID 23828580.
150. ↑  “Treatment of Latent Tuberculosis Infection: A Network Meta-analysis”. Ann. Intern. Med. 161 (6):  419?28. (August 2014). doi:10.7326/M14-1019. PMID 25111745.
151. ↑  “Moxifloxacin-containing regimen greatly reduces time to culture conversion in murine Tuberculosis”. Am J Respir Crit Care Med 169 (3):  421–26. (2004). doi:10.1164/rccm.200310-1380OC. PMID 14578218.
152. ↑  “The bactericidal activity of moxifloxacin in patients with pulmonary tuberculosis”. Am J Respir Crit Care Med 168 (11):  1342–45. (2003). doi:10.1164/rccm.200305-682OC. PMID 12917230.
153. ↑  “Moxifloxacin-containing regimens of reduced duration produce a stable cure in murine tuberculosis”. Am J Respir Crit Care Med 170 (10):  1131–34. (2004). doi:10.1164/rccm.200407-885OC. PMID 15306535.
154. ↑  TB Alliance. “TB Alliance and Bayer launch historic global TB drug trials”. 2006年9月25日時点のオリジナルよりアーカイブ。2006年10月17日閲覧。

- Lienhardta C, Vernonb A, Raviglionec MC (2010). “New drugs and new regimens for the treatment of tuberculosis: review of the drug development pipeline and implications for national programmes” (PDF). Current Opinion in Pulmonary Medicine 16:  186?93.